# Liste der Biografien/Stol
Liste der Biografien |
Portal Biografien |
Personensuche
# |
A |
B |
C |
D |
E |
F |
G |
H |
I |
J |
K |
L |
M |
N |
O |
P |
Q |
R |
S |
T |
U |
V |
W |
X |
Y |
Z |
?
 
Sa |
Sb |
Sc |
Sd |
Se |
Sf |
Sg |
Sh |
Si |
Sj |
Sk |
Sl |
Sm |
Sn |
So |
Sp |
Sq |
Sr |
Ss |
St |
Su |
Sv |
Sw |
Sy |
Sz
 
Sta |
Ste |
Sth |
Sti |
Stj |
Stl |
Sto |
Str |
Sts |
Stt |
Stu |
Stv |
Stw |
Sty
 
Stoa |
Stob |
Stoc |
Stod |
Stoe |
Stof |
Stog |
Stoh |
Stoi |
Stoj |
Stok |
Stol |
Stom |
Ston |
Stoo |
Stop |
Stoq |
Stor |
Stos |
Stot |
Stou |
Stov |
Stow |
Stox |
Stoy |
Stoz
Die Liste der Biografien führt alle Personen auf, die in der deutschsprachigen Wikipedia einen Artikel haben. Dieses ist eine Teilliste mit 616 Einträgen von Personen, deren Namen mit den Buchstaben „Stol“ beginnt.

## Stol
- Stol, John (1885–1973), niederländischer Radrennfahrer
- Stol, Peet (1880–1956), niederländischer Fußballnationalspieler

### Stola
- Stola, Dariusz (* 1963), polnischer Historiker, Autor und Hochschullehrer
- Stolan, Victor, britischer Naturschützer, Mitbegründer des World Wide Fund for Nature
- Stolarek, Joanna Maria, deutsch-polnische Journalistin
- Stolárik, Stanislav (* 1955), slowakischer Geistlicher, Bischof von Rožňava
- Stolarska-Fronia, Małgorzata, polnische Kunsthistorikerin und Mitarbeiterin beim Museum der Geschichte der Juden in Warschau
- Stolarski, Marek (* 1963), polnischer Politiker (Ruch Palikota), Mitglied des Sejm
- Stolarski, Richard (1941–2024), US-amerikanischer Physiker
- Stolarz, Anthony (* 1994), US-amerikanischer Eishockeytorwart

### Stolb
- Stolba, Eduard (* 1908), österreichischer Filmarchitekt
- Stolba, Leopold (1863–1929), österreichischer Maler, Grafiker, Zeichner und Plakatkünstler
- Stölben, Jan (* 2001), deutscher Skilangläufer
- Stolberg, Anna II. zu (1504–1574), 28. Äbtissin des Reichsstiftes von Quedlinburg
- Stolberg, Anna III. zu (1565–1601), Äbtissin des Stifts Quedlinburg
- Stolberg, August (1864–1945), deutscher Kunsthistoriker, Geograph, Meteorologe
- Stolberg, Balthasar (1640–1684), deutscher Philologe
- Stolberg, Benjamin (1891–1951), amerikanischer Sozialwissenschaftler und Journalist
- Stolberg, Botho zu (1467–1538), deutscher Graf
- Stolberg, Eva-Maria (* 1964), deutsche Historikerin, Professorin an der Gerhard-Mercator-Universität Duisburg-Essen
- Stolberg, Franz (1876–1938), deutscher Politiker (DVP), MdL
- Stolberg, Friedrich (1892–1975), deutscher Architekt, Burgen- und Höhlenforscher
- Stolberg, Heinrich der Jüngere zu (1467–1508), Statthalter von Friesland
- Stolberg, Heinrich Ernst zu (1593–1672), Graf zu Stolberg
- Stolberg, Heinrich zu (1509–1572), deutscher Regent
- Stolberg, Johann Martin zu (1594–1669), Graf zu Stolberg
- Stolberg, Josh (* 1971), US-amerikanischer Regisseur und Drehbuchautor
- Stolberg, Juliana zu (1506–1580), Stammmutter der älteren und jüngeren Linie des Hauses OranienJuliana zu Stolberg (1506–1580)

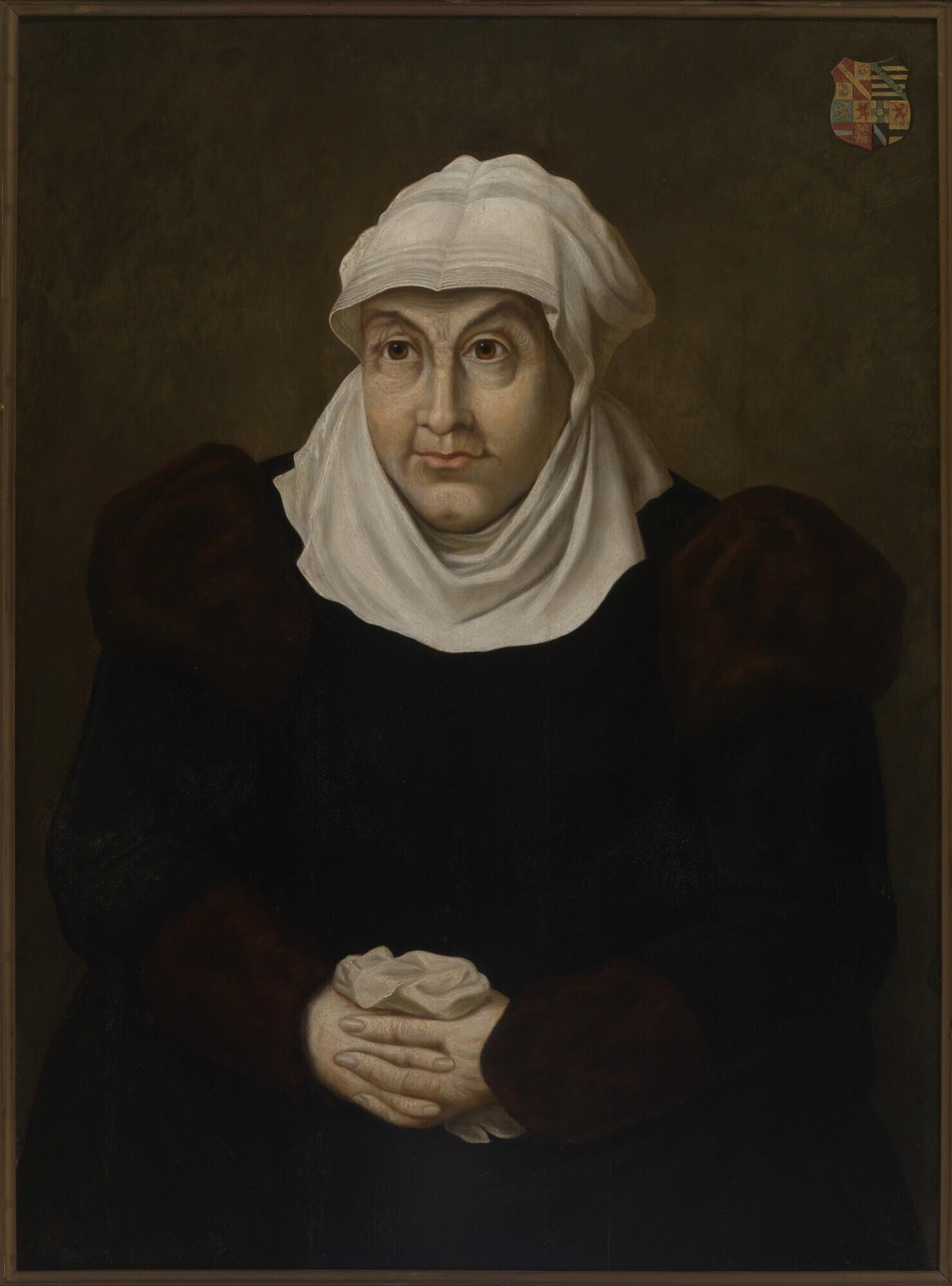
Juliana zu Stolberg (1506–1580)

- Stolberg, Katharina zu (1463–1535), Äbtissin des Klosters Drübeck
- Stolberg, Louise zu (1799–1875), deutsche Lyrikerin
- Stolberg, Ludwig zu (1505–1574), deutscher Regent
- Stolberg, Lutz (* 1964), deutscher Radiomoderator
- Stolberg, Mark Moissejewitsch (* 1922), russischer Schachspieler
- Stolberg, Markus (* 1953), österreichischer Schauspieler
- Stolberg, Michael (* 1957), deutscher Medizinhistoriker
- Stolberg, Niels (* 1960), deutscher UnternehmerNiels Stolberg (* 1960)

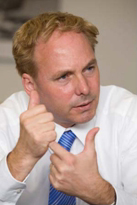
Niels Stolberg (* 1960)

- Stolberg, Wolf Ernst zu (1546–1606), deutscher Politiker
- Stolberg, Wolfgang zu (1501–1552), deutscher Politiker
- Stolberg-Gedern, Christian Carl zu (1725–1764), Generalfeldzeugmeister des Reichsheeres
- Stolberg-Gedern, Christine Eleonore (1663–1749), deutsche Gräfin und bedeutende Pietistin
- Stolberg-Gedern, Friedrich Carl zu (1693–1767), deutscher Politiker
- Stolberg-Gedern, Gustav Adolf zu (1722–1757), kaiserlich königlicher Generalfeldwachtmeister
- Stolberg-Gedern, Luise zu (1752–1824), deutsche Ehefrau des jakobitischen Thronprätendenten Charles Edward Stuart
- Stolberg-Roßla, August zu (1768–1846), deutscher Standesherr
- Stolberg-Roßla, Botho zu (1850–1893), deutscher Standesherr
- Stolberg-Roßla, Christoph Martin zu (1888–1949), deutscher Standesherr
- Stolberg-Roßla, Friedrich Botho zu (1714–1768), kursächsischer Generalleutnant und Graf von Stolberg-Roßla
- Stolberg-Roßla, Jost Christian zu (1676–1739), Graf zu Stolberg-Roßla
- Stolberg-Roßla, Jost Christian zu (1886–1916), deutscher Standesherr
- Stolberg-Roßla, Jost Christian zu junior (1722–1749), Hochadeliger, der zunächst im Militärdienst der Kaiserin von Russland und danach des Königs von Preußen stand
- Stolberg-Roßla, Karl zu (1822–1870), deutscher Standesherr
- Stolberg-Roßla, Kuno zu (1862–1921), deutscher Standesherr
- Stolberg-Stolberg, Adalbert zu (1840–1885), deutscher Rittergutsbesitzer und Politiker, MdR
- Stolberg-Stolberg, Alfred zu (1835–1880), deutscher Jurist, Rittergutsbesitzer und Politiker (Zentrum), MdR
- Stolberg-Stolberg, Augusta Louise zu (1753–1835), deutsche Muse von Johann Wolfgang von Goethe
- Stolberg-Stolberg, Bernhard Joseph zu (1803–1859), schlesischer Offizier und Politiker
- Stolberg-Stolberg, Cajus zu (1797–1874), deutscher Rittergutsbesitzer und Politiker (Zentrum), MdR
- Stolberg-Stolberg, Christian Ernst zu (1783–1846), österreichischer Offizier
- Stolberg-Stolberg, Christian zu (1748–1821), deutscher Kammerherr, Übersetzer und Lyriker
- Stolberg-Stolberg, Christoph Graf zu (1888–1968), deutscher GeneralmajorChristoph Graf zu Stolberg-Stolberg (1888–1968)

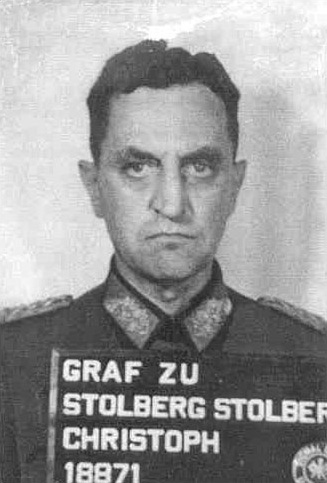
Christoph Graf zu Stolberg-Stolberg (1888–1968)

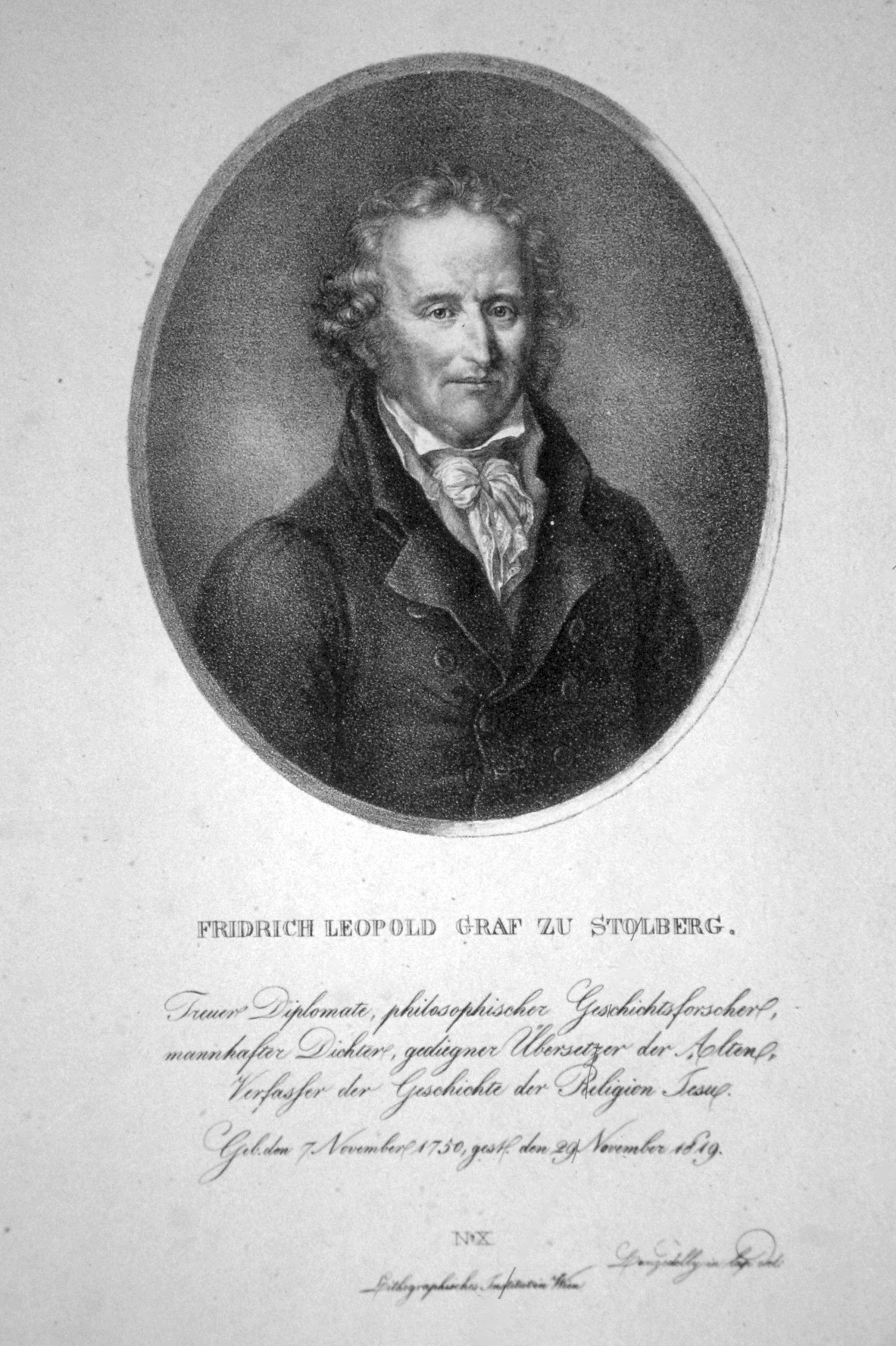
Friedrich Leopold zu Stolberg-Stolberg (1750–1819)

- Stolberg-Stolberg, Friedrich Leopold zu (1750–1819), deutscher Politiker und DichterFriedrich Leopold zu Stolberg-Stolberg (1750–1819)
- Stolberg-Stolberg, Friedrich Theodor zu (1877–1954), österreichisch-tschechoslowakischer Politiker der deutschen Minderheit
- Stolberg-Stolberg, Friedrich zu (1836–1904), deutscher Adeliger und Politiker (Zentrum), MdR
- Stolberg-Stolberg, Günther zu (1845–1926), schlesischer Offizier und Politiker
- Stolberg-Stolberg, Hermann Joseph Graf zu (1854–1925), Gutsbesitzer, Unternehmer und Politiker
- Stolberg-Stolberg, Joseph Theodor zu (1804–1859), Gutsbesitzer und katholischer Politiker
- Stolberg-Stolberg, Joseph zu (1771–1839), deutscher Politiker
- Stolberg-Stolberg, Katharina zu (1751–1832), deutsch-dänische Gräfin
- Stolberg-Stolberg, Leopold Friedrich zu (1799–1840), österreichischer Politiker
- Stolberg-Stolberg, Luise zu (1746–1824), dänische Adlige
- Stolberg-Stolberg, Marie Elisabeth Leonie Gertrud Paula zu (1912–1944), deutsche Widerstandskämpferin gegen den Nationalsozialismus und Judenhelferin
- Stolberg-Stolberg, Rupert Graf zu (* 1970), deutscher Theologe und Bischofsvikar des Erzbistums München und Freising
- Stolberg-Wernigerode, Albrecht Graf zu (1886–1948), deutscher Politiker, MdR und Bismarck-Forscher
- Stolberg-Wernigerode, Anna zu (1819–1868), deutsche Diakonissin; Oberin zu Bethanien
- Stolberg-Wernigerode, Anton zu (1785–1854), Ober- und Regierungspräsident in Magdeburg und preußischer Staatsminister
- Stolberg-Wernigerode, Bolko zu (1823–1884), deutscher Lokalpolitiker
- Stolberg-Wernigerode, Botho zu (1805–1881), deutscher Historiker und Burgenforscher
- Stolberg-Wernigerode, Christian Ernst zu (1691–1771), deutscher Politiker
- Stolberg-Wernigerode, Christian Friedrich zu (1746–1824), Regent über die Grafschaft Wernigerode
- Stolberg-Wernigerode, Christian-Ernst zu (1864–1940), deutscher Standesherr, 2. Fürst zu Stolberg-Wernigerode und Chef des Hauses Stolberg
- Stolberg-Wernigerode, Constantin zu (1843–1905), deutscher Politiker
- Stolberg-Wernigerode, Eberhard zu (1810–1872), Politiker und preußischer Staatsbeamter
- Stolberg-Wernigerode, Eleonore zu (1835–1903), deutsche Dichterin
- Stolberg-Wernigerode, Heinrich Ernst zu (1716–1778), deutscher Politiker, Domherr, Propst und Dichter zahlreicher Kirchenlieder
- Stolberg-Wernigerode, Henrich zu (1772–1854), Regent über die Grafschaft Wernigerode
- Stolberg-Wernigerode, Hermann zu (1802–1841), Erbgraf zu Stolberg-Wernigerode
- Stolberg-Wernigerode, Luise zu (1771–1856), Äbtissin des Klosters Drübeck
- Stolberg-Wernigerode, Magdalene Gräfin zu (1875–1955), Äbtissin des Klosters Drübeck

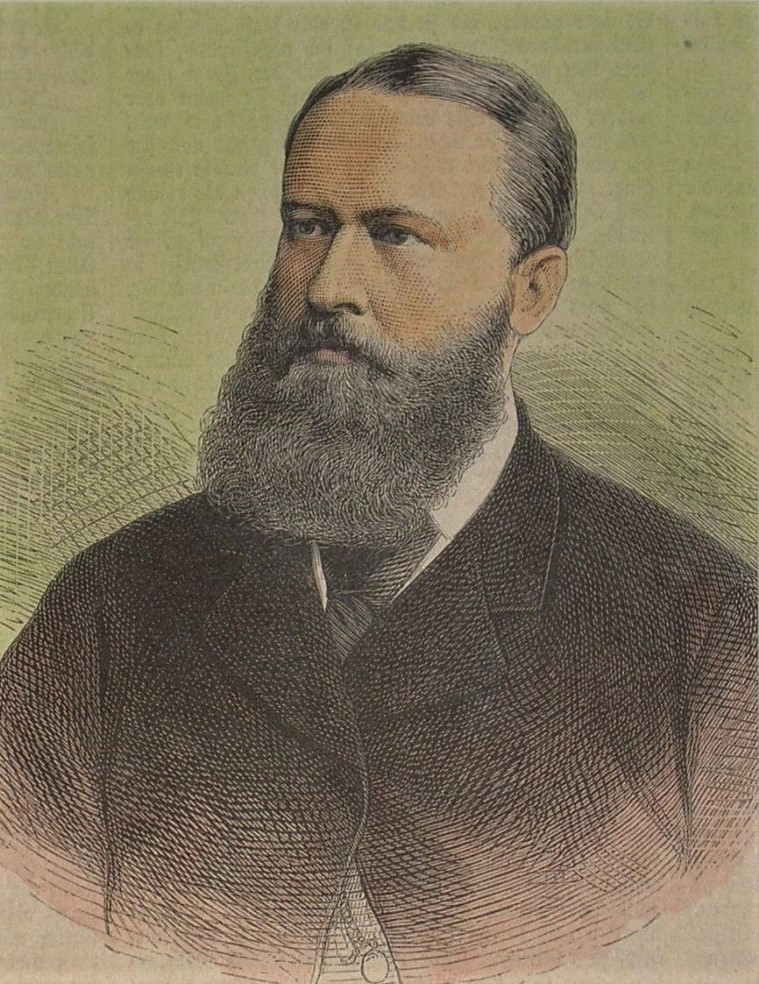
Otto zu Stolberg-Wernigerode (1837–1896)

- Stolberg-Wernigerode, Otto zu (1837–1896), deutscher Politiker, Vizekanzler unter Otto von Bismarck, MdROtto zu Stolberg-Wernigerode (1837–1896)
- Stolberg-Wernigerode, Otto zu (1893–1984), deutscher Historiker
- Stolberg-Wernigerode, Rudolph zu (1809–1867), preußischer Offizier und Mitglied der Landstände des Großherzogtums Hessen
- Stolberg-Wernigerode, Sophie Charlotte zu (1695–1762), deutsche Adlige und Mitbegründerin des Pietismus in Wernigerode
- Stolberg-Wernigerode, Theodor zu (1827–1902), deutscher Rittergutsbesitzer und Politiker, MdR
- Stolberg-Wernigerode, Udo zu (1840–1910), deutscher Politiker, MdR
- Stolberg-Wernigerode, Wilhelm zu (1807–1898), deutscher General der Kavallerie, Majoratsherr und Mitglied des preußischen Herrenhauses
- Stolberg-Wernigerode, Wilhelm zu (1870–1931), deutscher Diplomat
- Stolbow, Anatoli Michailowitsch (1933–1996), sowjetisch-russischer Theater- und Filmschauspieler
- Stolbow, Kirill Alexandrowitsch (* 2004), russischer Fußballspieler
- Stolbow, Pawel Afanassjewitsch (1929–2011), sowjetischer Kunstturner
- Stolbowa, Marija Jurjewna (* 1984), russische Turnerin und Model
- Stolbowa, Xenija Andrejewna (* 1992), russische Eiskunstläuferin

### Stolc
- Štolcer-Slavenski, Josip (1896–1955), jugoslawischer Komponist

### Stold
- Stoldt, Alex (* 1999), deutscher Stand-Up-ComedianAlex Stoldt (* 1999)

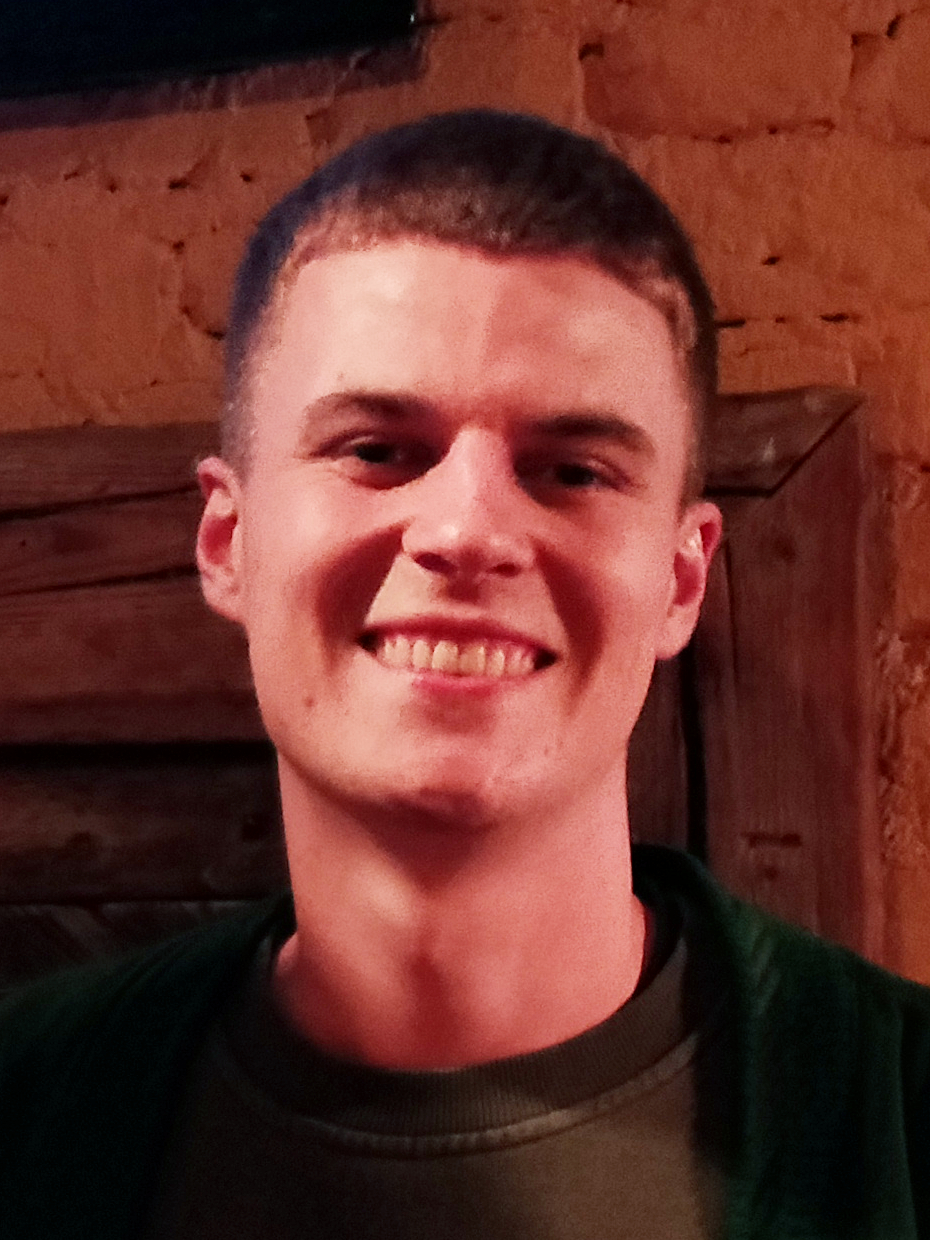
Alex Stoldt (* 1999)

- Stoldt, Martin Pöt (1963–2023), deutscher Autor

### Stole
- Stole, Mink (* 1947), US-amerikanische Schauspielerin
- Stolen, Rogers H. (* 1937), US-amerikanischer Physiker
- Stoler, Ann Laura (* 1949), US-amerikanische Anthropologin, Historikerin und Hochschullehrerin
- Stoler, Shirley (1929–1999), US-amerikanische Schauspielerin
- Stoleru, Georgiana (* 1982), rumänische Handballspielerin
- Stoletow, Alexander Grigorjewitsch (1839–1896), russischer Physiker
- Stolevski, Goran, mazedonisch-australischer Filmregisseur und Drehbuchautor

### Stolf
- Štolfa, Jiří (* 1978), tschechischer Volleyballspieler
- Štolfa, Miroslav (1930–2018), tschechischer Maler und Graphiker
- Stolfa, Roswitha (* 1942), deutsche Politikerin (SED, PDS), MdV, MdB und MdL
- Stolfi, Fiorenzo (* 1956), san-marinesischer Politiker
- Stolfig, Kerstin (* 1960), deutsche Eiskunstläuferin

### Stolh
- Stolhanske, Erik (* 1968), US-amerikanischer Schauspieler, Drehbuchautor, Produzent und Mitglied der Comedy-Gruppe Broken LizardErik Stolhanske (* 1968)

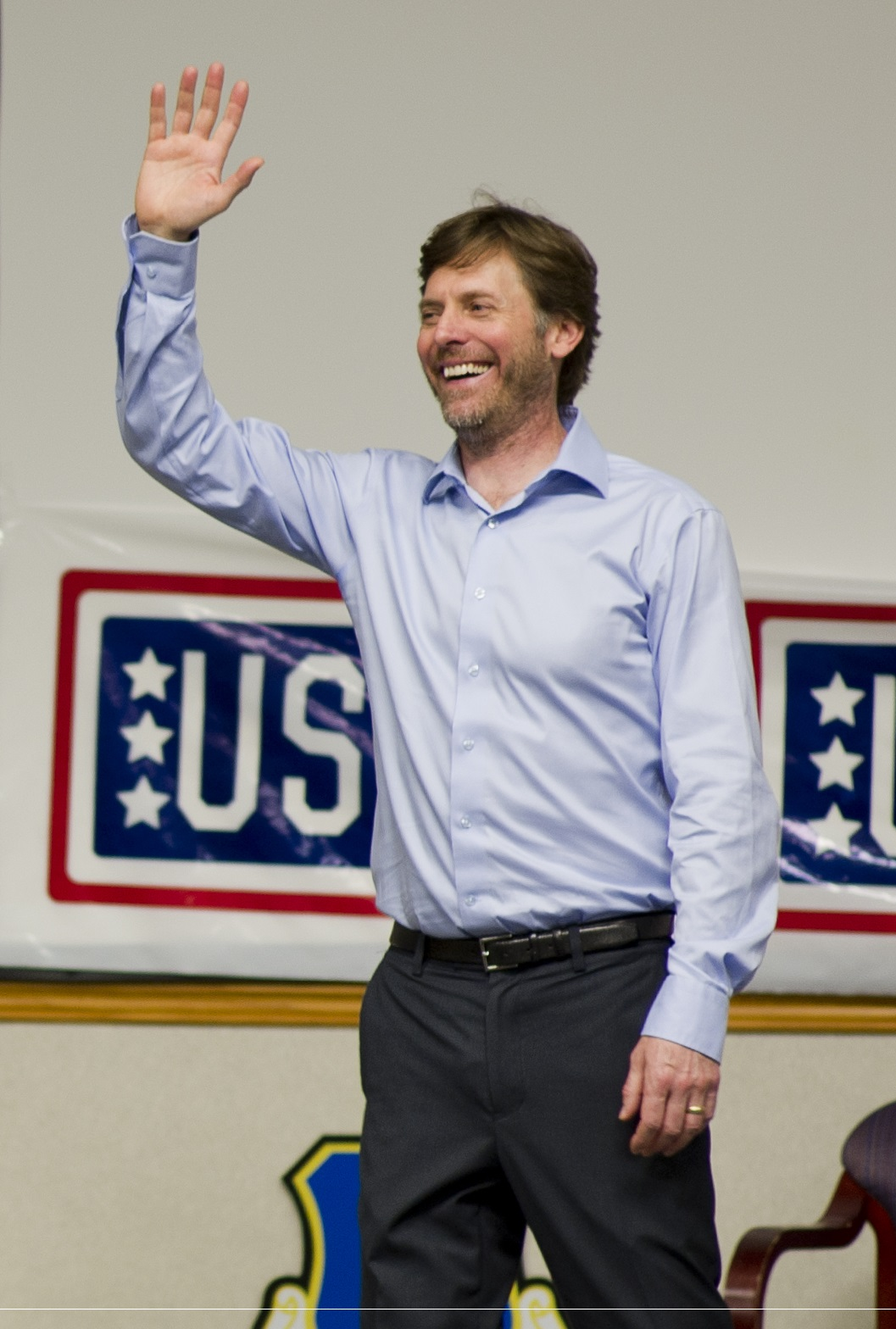
Erik Stolhanske (* 1968)

### Stoli
- Stoliczka, Ferdinand (1838–1874), österreichischer Asienforscher, Botaniker, Zoologe, Geologe, Landvermesser und Paläontologe
- Stolina, Ralf (* 1963), deutscher evangelisch-lutherischer Theologe, Pfarrer und Hochschullehrer

### Stolj
- Stoljarenko, Nikolai Jewgenjewitsch (* 1991), russischer Eishockeyspieler
- Stoljarow, Alexei Konstantinowitsch (1896–1938), sowjetischer Philosoph
- Stoljarow, Andrei Jurjewitsch (* 1977), russischer Tennisspieler
- Stoljarow, Boris Wassiljewitsch (1932–2009), russisch-sowjetischer Hürdenläufer
- Stoljarow, Gennadi Dmitrijewitsch (* 1986), russischer Eishockeyspieler
- Stoljarow, Iwan Jakowlewitsch (1882–1953), russischer Herausgeber, Memoirenschreiber und Emigrant
- Stoljarow, Michail Leonidowitsch (* 1988), russischer E-Sportler
- Stoljarow, Sergei Dmitrijewitsch (1911–1969), sowjetischer Theater- und Film-Schauspieler
- Stoljarow, Waleri Wiktorowitsch (* 1971), russischer Nordischer Kombinierer
- Stoljarowa, Jekaterina Andrejewna (* 1988), russische Freestyle-Skisportlerin
- Stoljarski, Pjotr Solomonowitsch (1871–1944), sowjetischer Violinist und Musikpädagoge

### Stolk
- Stolk, Rob (1946–2001), niederländischer Provo-Aktivist
- Stolk, Roy (* 1979), niederländischer Snookerspieler
- Stolka, Harald (* 1975), deutscher Poolbillardspieler
- Stölken, Meta (1933–2023), deutsche Politikerin (CDU), MdHB
- Stolker, Carel (* 1954), niederländischer Rechtswissenschaftler
- Stolker, Michel (1933–2018), niederländischer Radrennfahrer

### Stoll
- Stoll, Andrea (* 1960), deutsche Autorin und Dramaturgin
- Stoll, Anna Katharina (* 1980), deutsche Schlagersängerin und Bühnentänzerin
- Stoll, Arthur (1887–1971), Schweizer Biochemiker
- Stoll, Artur (1947–2003), deutscher Maler, Bildhauer und Objektkünstler
- Stoll, Axel (1948–2014), deutscher Autor und Verschwörungstheoretiker der rechtsextrem-esoterischen SzeneAxel Stoll (1948–2014)

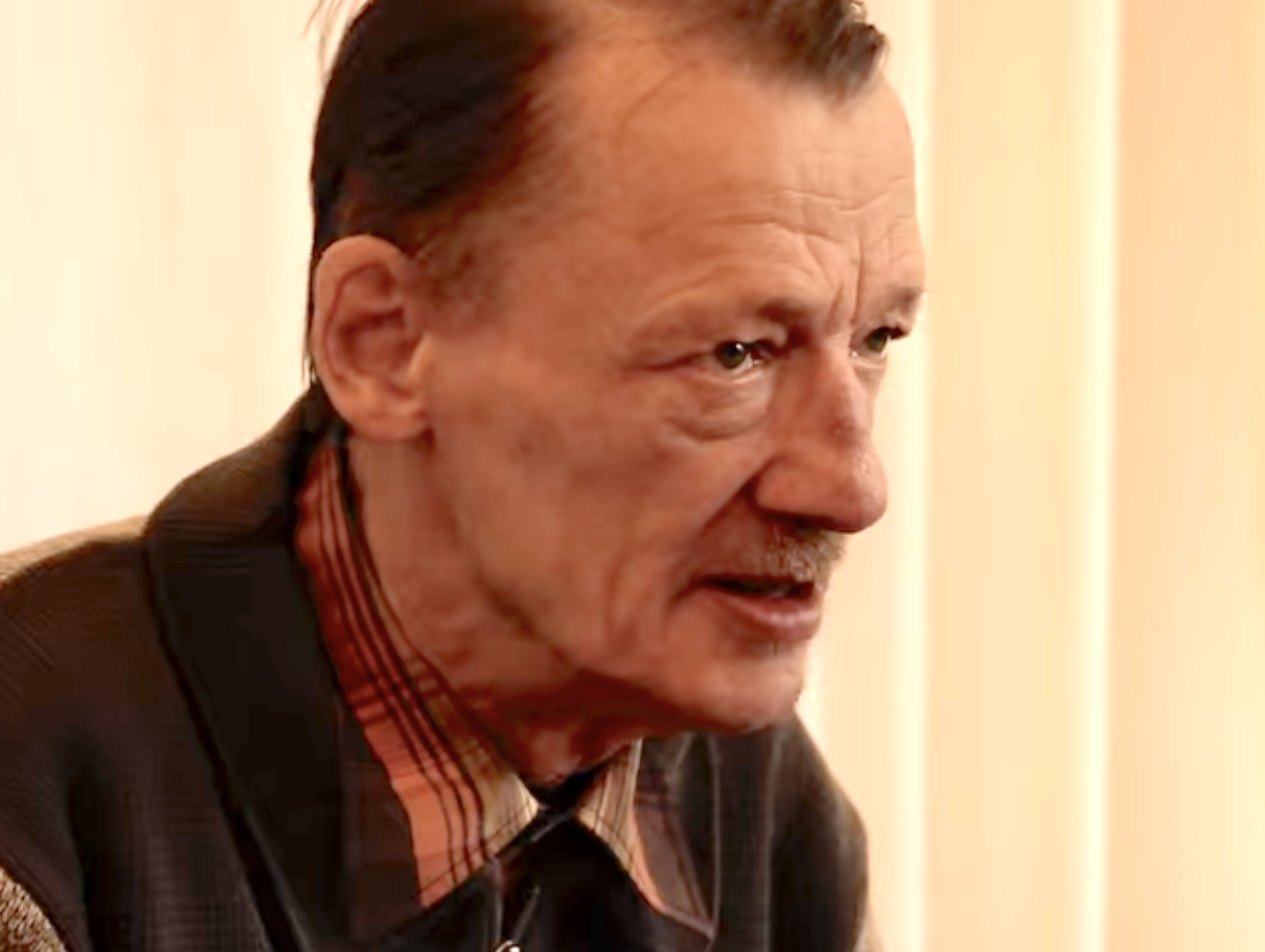
Axel Stoll (1948–2014)

- Stoll, Barbara (* 1961), deutsche Schauspielerin, Sängerin, Hörspiel- und Synchronsprecherin
- Stoll, Benjamin (* 1979), deutscher Schauspieler
- Stoll, Brigitte (1927–2020), deutsche Politikerin (CDU), MdL
- Stoll, Caroline (* 1960), US-amerikanische Tennisspielerin
- Stoll, Caspar († 1791), deutscher Entomologe
- Stoll, Cédric (* 1982), französischer Fußballspieler
- Stoll, Christian (1903–1946), deutscher lutherischer Pfarrer und Theologe
- Stoll, Christian (* 1959), deutscher Gitarrenbauer
- Stoll, Christian (* 1960), deutscher Mund-, Kiefer- und Gesichtschirurg, Chefarzt und Hochschullehrer
- Stoll, Christian (* 1960), deutscher Journalist, Stadionsprecher und Sportorganisator
- Stoll, Christian (* 1982), deutscher römisch-katholischer Theologe und Dogmatiker
- Stoll, Christof (1912–2003), deutscher Unternehmer
- Stoll, Clifford (* 1950), US-amerikanischer Astronom und Publizist
- Stoll, Corey (* 1976), US-amerikanischer SchauspielerCorey Stoll (* 1976)

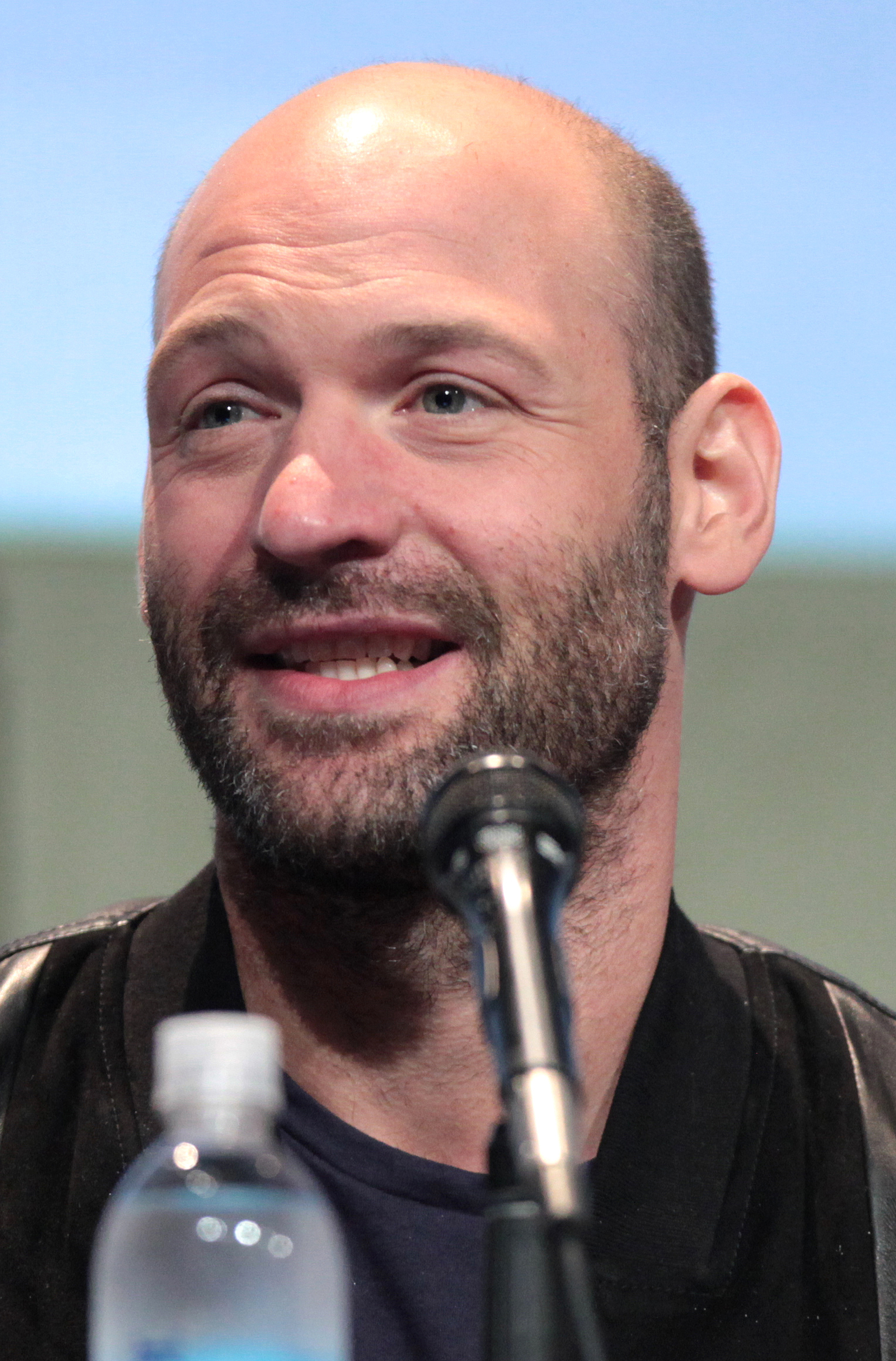
Corey Stoll (* 1976)

- Stoll, David (* 1952), amerikanischer Anthropologe
- Stoll, Enrico (* 1978), deutscher Luft- und Raumfahrttechniker und Hochschullehrer
- Stoll, Erich (* 1900), deutscher Pädagoge und Schulleiter, Bürgermeister von Burgwedel und Autor einer Chronik
- Stoll, François (* 1939), Schweizer Psychologe
- Stoll, Franz (1902–1956), österreichischer Tischler und Politiker (ÖVP), Abgeordneter zum Nationalrat
- Stoll, Franz Xaver (1834–1902), deutscher Pädagoge und Gymnasiallehrer
- Stoll, Friedrich (1597–1647), österreichischer Maler des Barock
- Stoll, Georg (1801–1855), Landtagsabgeordneter Großherzogtum Hessen
- Stoll, Georg (1828–1883), deutscher Baumeister, Senator und Politiker (DFP), MdR
- Stoll, Georg Heinrich (1847–1914), deutscher Unternehmer
- Stoll, George E. (1902–1985), US-amerikanischer Filmkomponist und Dirigent
- Stoll, Gerold (1925–2017), österreichischer Rechtswissenschaftler
- Stoll, Gisa (1942–2016), deutsche Schauspielerin und Hörspielsprecherin
- Stoll, Günther (1924–1977), deutscher Schauspieler
- Stoll, Gustav (1814–1897), deutscher Pomologe
- Stoll, Hagen (* 1975), deutscher Musiker und MusikproduzentHagen Stoll (* 1975)

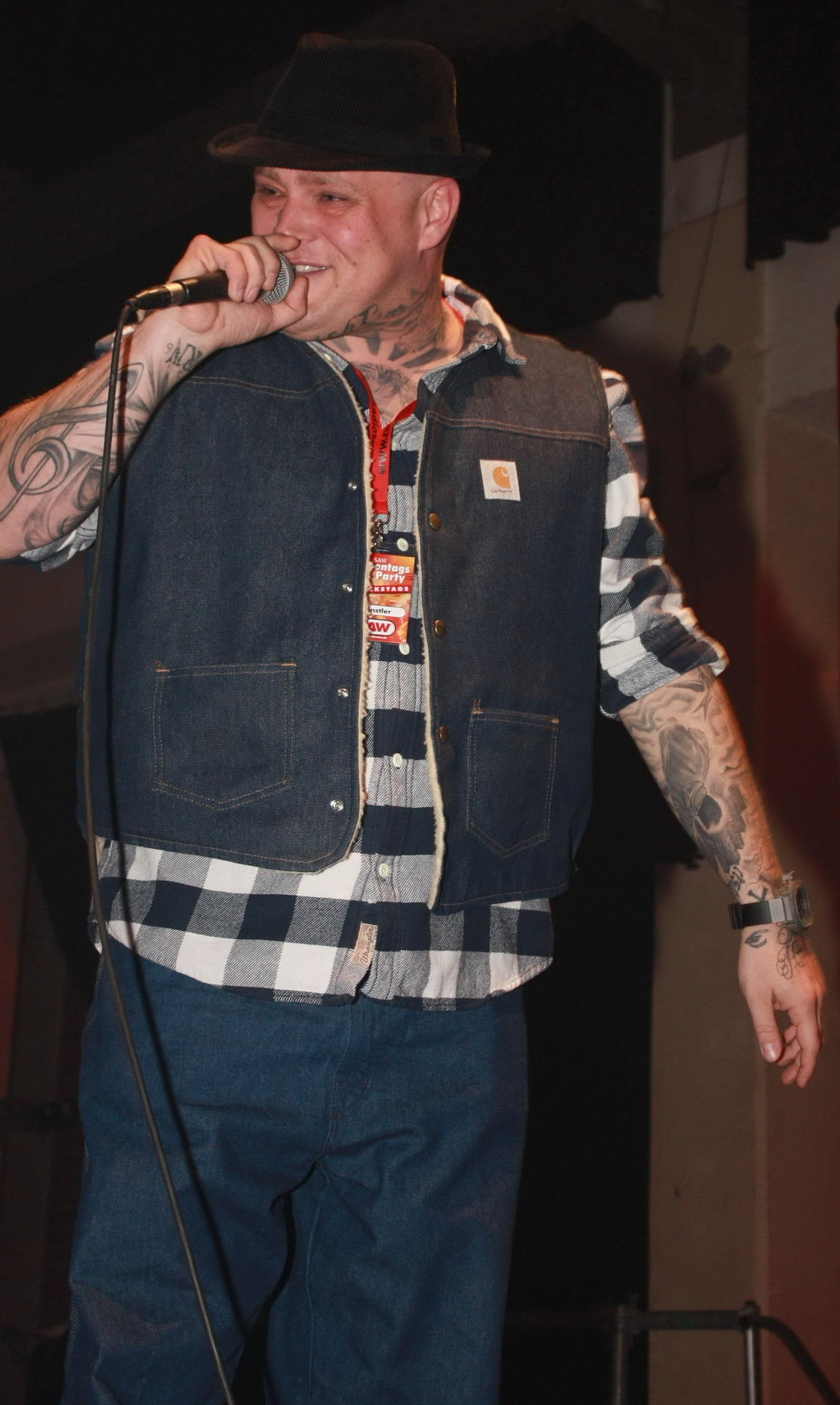
Hagen Stoll (* 1975)

- Stoll, Hans (1926–2012), deutscher Jurist
- Stoll, Hans-Joachim (1931–2015), deutscher Mittelalterarchäologe
- Stoll, Heather (* 1973), US-amerikanische Geologin
- Stoll, Heinrich (1891–1937), deutscher Jurist und Rechtshistoriker
- Stoll, Heinrich Alexander (1910–1977), deutscher Schriftsteller
- Stoll, Heinrich Wilhelm (1819–1890), deutscher Altphilologe und Gymnasiallehrer
- Stoll, Herbert (1905–1962), erzgebirgischer Mundartdichter
- Stoll, Hermann (1904–1944), deutscher Geologe und Prähistoriker
- Stoll, Inge (1930–1958), deutsche Rennfahrerin
- Stoll, Jarret (* 1982), kanadischer Eishockeyspieler und -scoutJarret Stoll (* 1982)

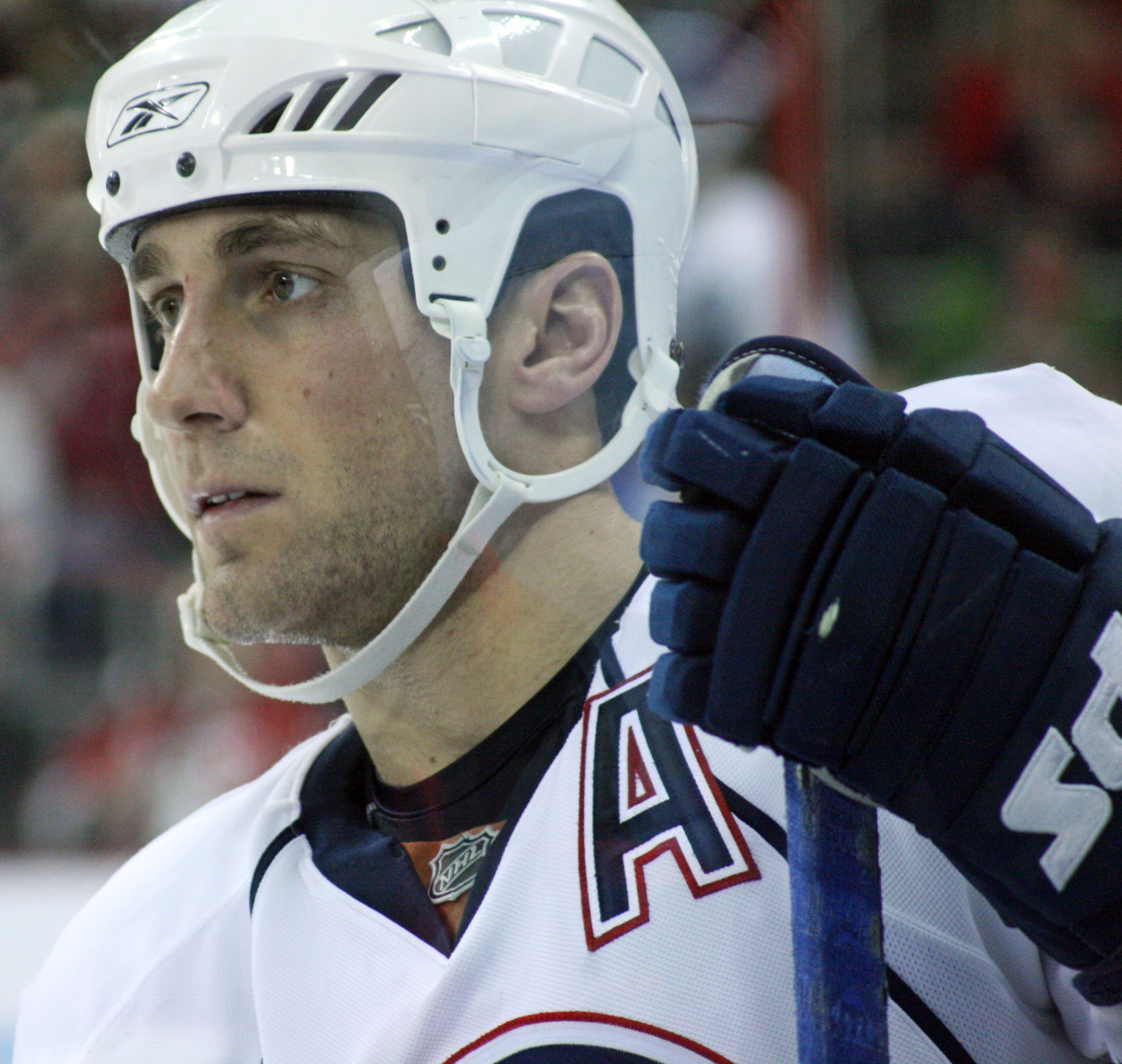
Jarret Stoll (* 1982)

- Stoll, Johann Philipp (1636–1700), deutscher Jurist, Bürgermeister und Stadtrichter in Zittau
- Stoll, Johannes (1769–1848), deutscher Mediziner und Medizinalbeamter
- Stoll, John (1913–1990), britischer Artdirector und Szenenbildner
- Stoll, Josef (1918–1993), österreichischer Politiker (SPÖ), Landesrat in Niederösterreich
- Stoll, Joseph (1879–1956), deutscher Heimatforscher, Sprachforscher und Lokalpolitiker
- Stoll, Joseph Ludwig (1777–1815), österreichischer Lyriker, Dramatiker und Privatgelehrter
- Stoll, Karl (1869–1924), Schweizer Gewerkschaftsfunktionär und Politiker
- Stoll, Karl Philipp (1668–1741), Zittauer Stadtrichter und Bürgermeister
- Stoll, Karl-Heinz (* 1942), deutscher Sprach- und Übersetzungswissenschaftler, Anglist und Literaturwissenschaftler
- Stoll, Karlheinz (1927–1992), deutscher evangelischer Theologe, Pfarrer und Bischof
- Stoll, Katrin (* 1962), deutsche Kunstauktionatorin
- Stoll, Klaudia (* 1968), deutsche Performance- und Installationskünstlerin
- Stoll, Klaus (* 1943), deutscher Solokontrabassist, Mitglied der Berliner Philharmoniker
- Štoll, Ladislav (1902–1981), tschechoslowakischer Literaturkritiker, Kunstkritiker und Politiker
- Stoll, Lara (* 1987), Schweizer Slam-Poetin, Filmemacherin, Schauspielerin und Autorin
- Stoll, Lennart (* 1996), deutscher Fußballspieler
- Stoll, Leopold (1803–1884), österreichischer Blumenmaler
- Stoll, Lisa (* 1996), Schweizer AlphornsolistinLisa Stoll (* 1996)

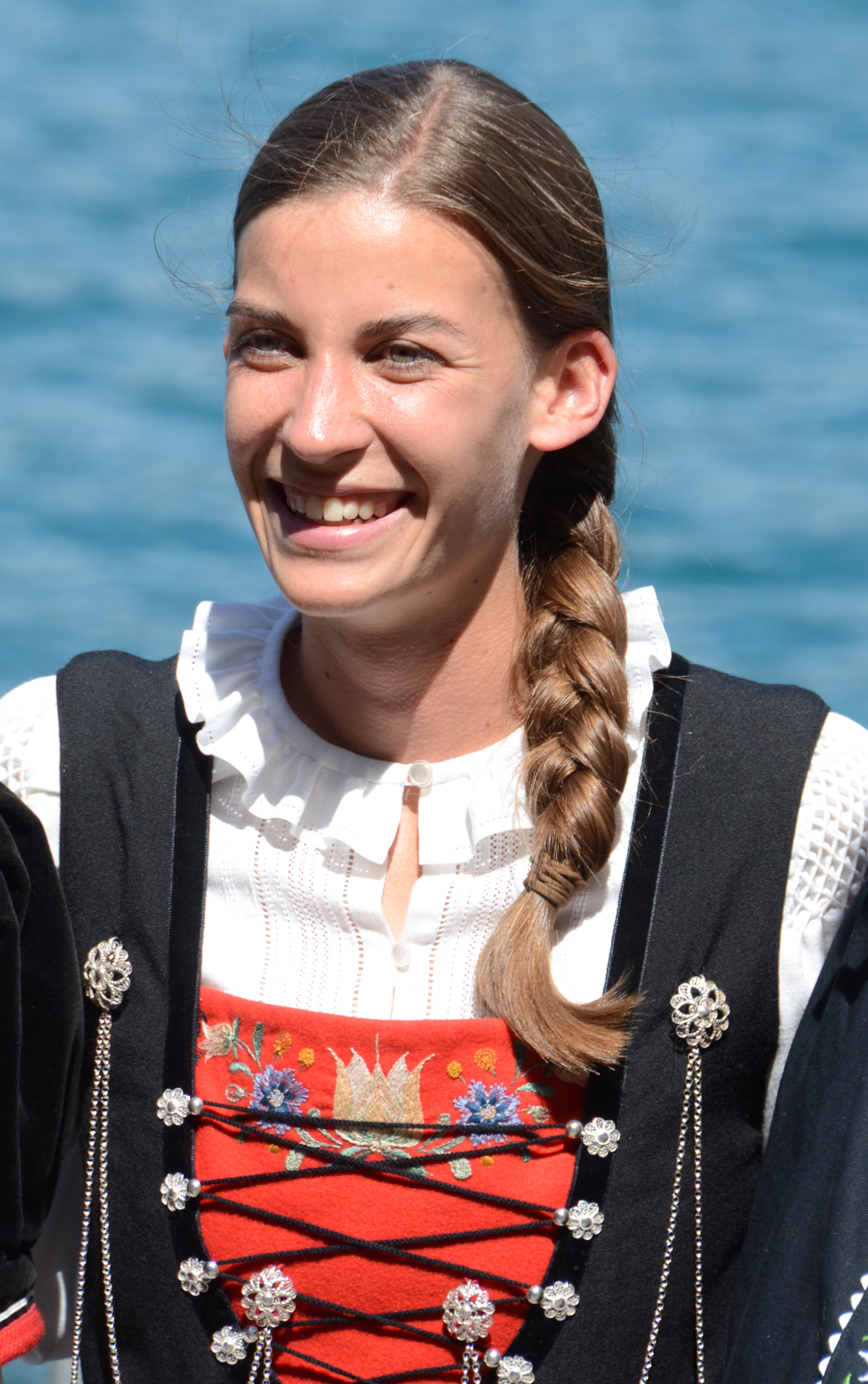
Lisa Stoll (* 1996)

- Stoll, Marius (* 1999), deutscher Basketballspieler
- Stoll, Martin (1920–2012), deutscher Unternehmer
- Stoll, Martin (* 1962), Schweizer Journalist, Rechercheur und Transparenzaktivist
- Stoll, Martin (* 1983), deutscher Fußballspieler
- Stoll, Maximilian (1742–1787), österreichischer Arzt
- Stoll, Monika (* 1966), deutsche Biologin
- Stoll, Nelson, Tonmeister
- Stoll, Norbert (* 1940), deutscher Fußballspieler
- Stoll, Oliver (* 1963), deutscher Sportpsychologe und Hochschullehrer
- Stoll, Oliver (* 1964), deutscher Althistoriker
- Stoll, Otto (1849–1922), Schweizer Mediziner, Sprachforscher, Ethnologe und Geograph
- Stoll, Pablo (* 1974), uruguayischer Drehbuchautor und Regisseur
- Stoll, Peter († 1548), deutscher Geistlicher und Dominikaner
- Stoll, Peter (1916–1993), deutscher Gynäkologe und Geburtshelfer und Hochschullehrer
- Stoll, Peter (1931–2015), deutscher Forstmann und Naturschützer
- Stoll, Peter (* 1963), Schweizer Pflanzenökologe und Hochschullehrer
- Stoll, Peter-Tobias (* 1959), deutscher Rechtswissenschaftler
- Stoll, Philip H. (1874–1958), US-amerikanischer Politiker
- Stoll, Raimund (1892–1977), österreichischer Politiker und Beamter
- Stoll, Regina (* 1955), deutsche Sportmedizinerin und Hochschullehrerin
- Stoll, Rolf W. (* 1951), deutscher Verleger
- Stoll, Simon (1852–1914), österreichischer Fabrikant
- Stoll, Steve (* 1967), US-amerikanischer Techno-Musikproduzent und Plattenlabelinhaber
- Stoll, Tatjana, deutsche Juristin, Gewerkschafterin und Richterin am Landesverfassungsgericht Sachsen-Anhalt
- Stoll, Theresa (* 1995), deutsche Judoka
- Stoll, Thomas (* 1967), deutscher Basketballfunktionär
- Stoll, Torsten (* 1964), deutscher Schauspieler
- Stoll, Valerie (* 1999), deutsche Schauspielerin
- Stoll, Werner (1902–1987), deutscher Politiker (NSDAP)
- Stoll, Wilhelm (1907–1989), deutscher Silber- und Goldschmied
- Stoll, Willy Georg (* 1932), Schweizer Frauenarzt
- Stoll, Willy Peter (1950–1978), deutscher Terrorist der RAF
- Stoll-Kleemann, Susanne (* 1969), deutsche Geographin und Professorin
- Stoll-Rommerskirchen, Anne Marie (1909–1985), deutsche Malerin und Bildhauerin
- Stolla, Katharina (* 1998), deutsche Politikerin (parteilos, Bündnis 90/Die Grünen)Katharina Stolla (* 1998)

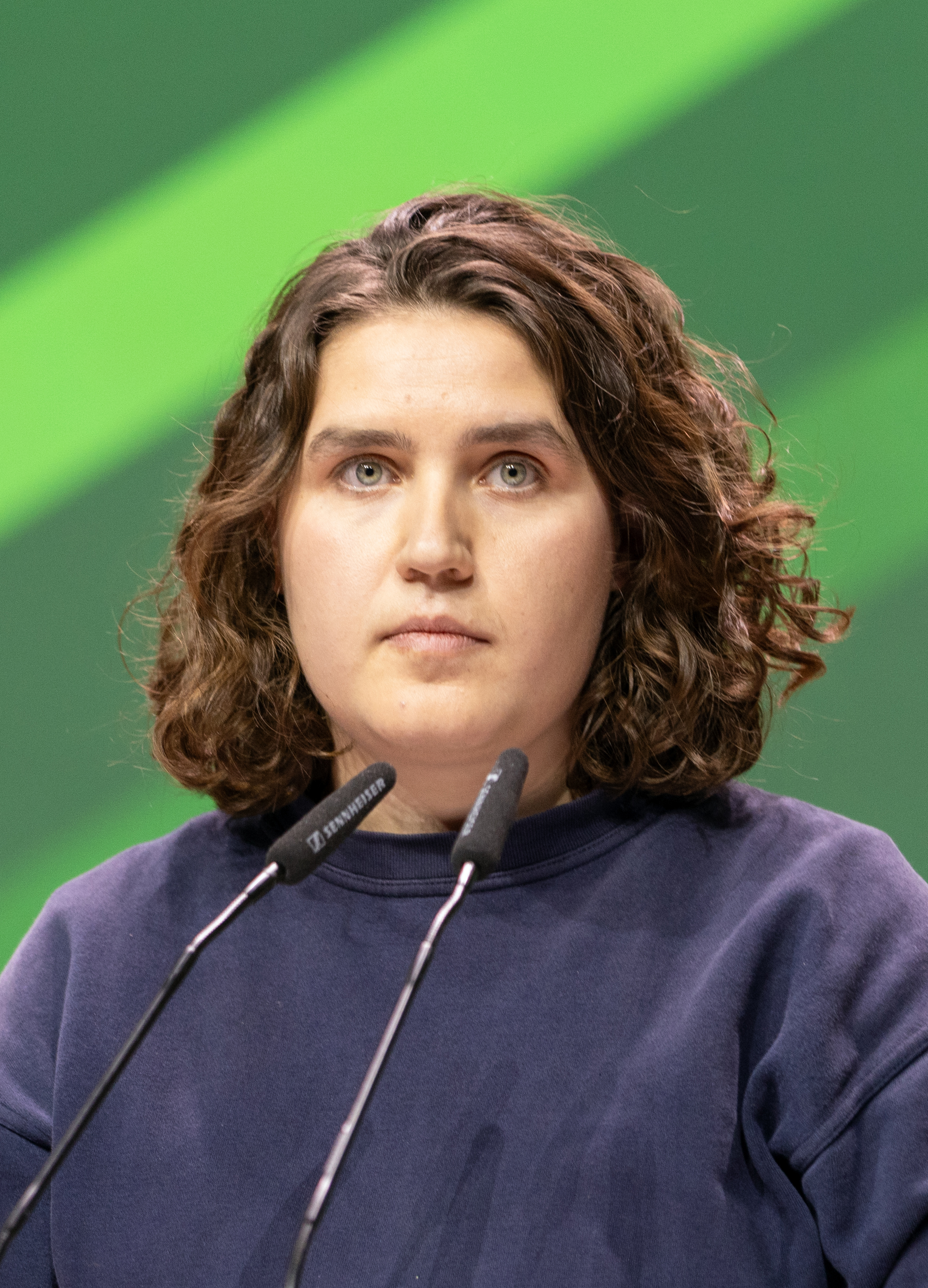
Katharina Stolla (* 1998)

- Stollár, Fanny (* 1998), ungarische Tennisspielerin
- Stollberg, Arne (* 1973), deutscher Musikwissenschaftler und Hochschullehrer
- Stollberg, Dietrich (1937–2014), deutscher Praktischer Theologe, Pastoralpsychologe und Hochschullehrer
- Stollberg, Dirk (* 1979), deutscher Synchronsprecher, Musicaldarsteller, Sänger und Fernsehmoderator
- Stollberg, Erhard (* 1943), deutscher Politiker (CDU), MdL
- Stollberg, Fritz (1888–1948), deutscher Politiker (NSDAP), MdR und SA-Führer
- Stollberg, Gustav (1866–1928), deutscher Politiker (SPD), MdR
- Stollberg, Gustav (1898–1978), deutscher Politiker (SPD), MdL
- Stollberg, Klaus-Peter (* 1959), deutscher Judoka
- Stollberg, Kurt, deutscher Fußballtorhüter
- Stollberg, Otto Karl (1883–1948), deutscher Verleger
- Stollberg-Rilinger, Barbara (* 1955), deutsche Historikerin und BiografinBarbara Stollberg-Rilinger (* 1955)

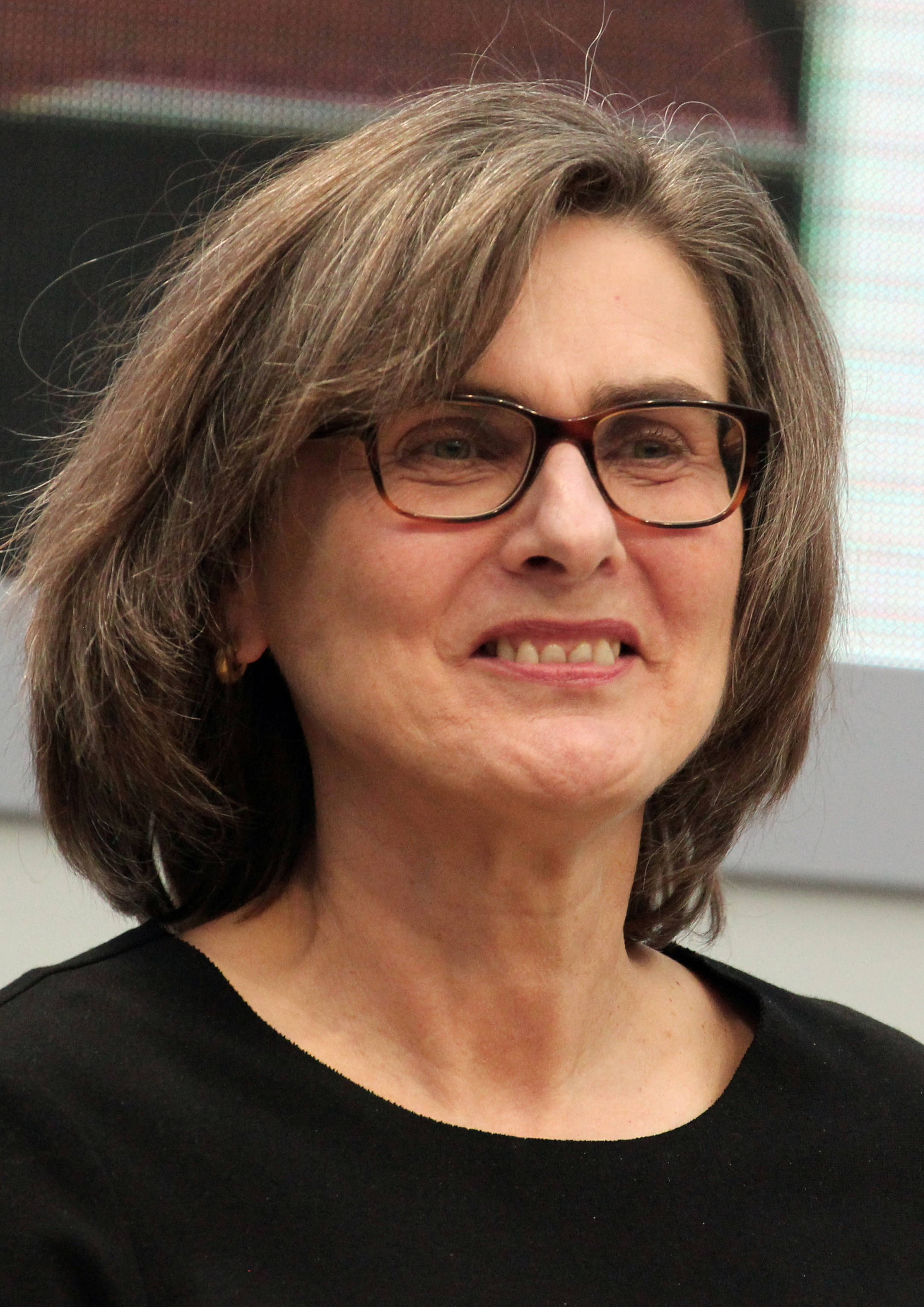
Barbara Stollberg-Rilinger (* 1955)

- Stolle, Alfred (1905–1992), deutscher Politiker (FDP), MdL
- Stolle, André (* 1975), deutscher Koch
- Stollé, Artur (1872–1934), deutscher Geologe
- Stolle, Christa (* 1959), deutsche Menschenrechtsaktivistin, Ethnologin und Bundesgeschäftsführerin der Frauenrechtsorganisation Terre des Femmes
- Stolle, Christian Peter Wilhelm (1810–1887), deutscher Dekorations- und Kunstmaler
- Stolle, Claudia (* 1977), deutsche Meteorologin
- Stolle, Eberhard (* 1950), deutscher Blues-Musiker, Gitarrist, Mundharmonikaspieler und Songwriter
- Stolle, Ferdinand (1806–1872), deutscher Schriftsteller und Journalist
- Stolle, Fred (1938–2025), australischer Tennisspieler
- Stolle, Friedel (1883–1963), deutsche Schauspielerin
- Stolle, Georg (1938–2020), deutscher Politiker (CDU), Bürgermeister
- Stolle, Gerhard (* 1952), deutscher Mittelstreckenläufer
- Stolle, Gottlieb (1673–1744), deutscher Polyhistor
- Stolle, Gustav (1899–1945), deutscher nationalsozialistischer Funktionär, preußischer Provinzialrat
- Stolle, Hans (1892–1936), deutscher Theaterschauspieler
- Stolle, Heinrich (1840–1911), deutscher Politiker (SPD)
- Stolle, Hildegard (1880–1936), deutsche Konzertsängerin, Pianistin und Gesangspädagogin
- Stolle, Johann Balthasar (1737–1823), deutscher Mediziner, Arzt in Schweinfurt und Leibarzt des Fürstbischofs und Abts von Fulda
- Stolle, Johann Friedrich Wilhelm (1794–1864), deutscher Kaufmann und Politiker
- Stolle, Johann Wilhelm von (1740–1825), deutscher Offizier und Forstmeister
- Stolle, Johannes (* 1982), deutscher Musiker, Bassist bei Silbermond
- Stolle, Karl Wilhelm (1842–1918), deutscher sozialdemokratischer Politiker
- Stolle, Konrad (1436–1501), Erfurter Chronist
- Stolle, Maja (* 1943), Schweizer Schauspielerin
- Stolle, Manfred (* 1937), deutscher Leichtathlet
- Stolle, Martin (1886–1982), deutscher Automobil- und Motorradkonstrukteur
- Stolle, Michael (* 1974), deutscher StabhochspringerMichael Stolle (* 1974)

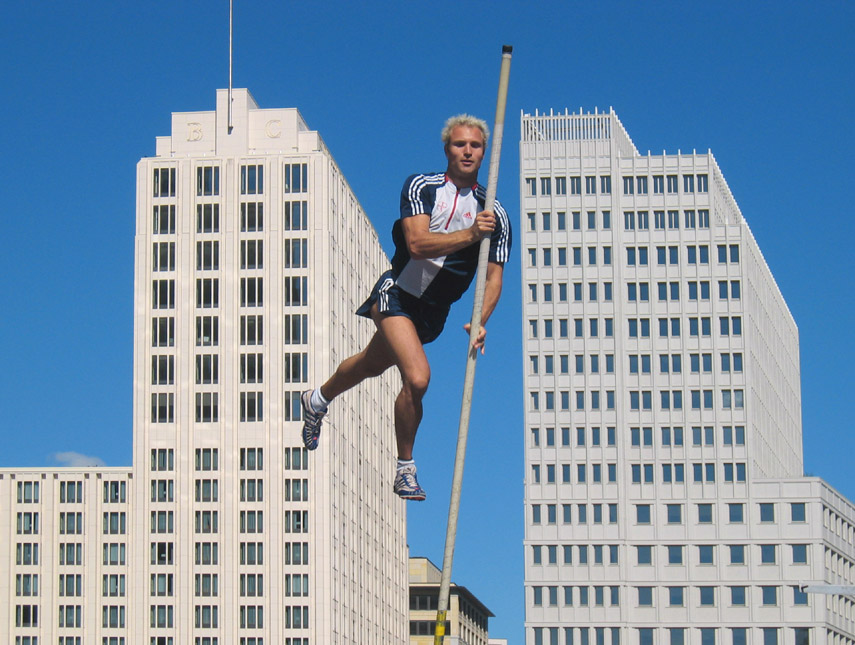
Michael Stolle (* 1974)

- Stolle, Moritz Willy (* 1896), deutscher Schriftsteller
- Stolle, Philipp (1614–1675), deutscher Komponist, Sänger und Theorbist
- Stollé, Robert (1869–1938), deutscher Chemiker und Hochschullehrer
- Stolle, Robin (* 2000), deutscher Volleyballspieler
- Stolle, Rudi (1919–1996), deutscher Porzellankünstler, Maler, Zeichner und Grafiker
- Stolle, Sandon (* 1970), australischer Tennisspieler
- Stolle, Thomas (1950–2000), deutscher Musikwissenschaftler, Dirigent und Musikpädagoge
- Stolle, Thomas (* 1983), deutscher Musiker, Gitarrist bei Silbermond
- Stolle, Uta (* 1943), deutsche Historikerin, Germanistin, Journalistin und Autorin
- Stolle, Volker (* 1940), deutscher lutherischer Theologe
- Stolle, Wilhelm Karl (1704–1779), lutherischer Geistlicher und Historiker
- Stolleis, Erich (1906–1986), deutscher Jurist und Oberbürgermeister
- Stolleis, Michael (1941–2021), deutscher Jurist und RechtshistorikerMichael Stolleis (1941–2021)

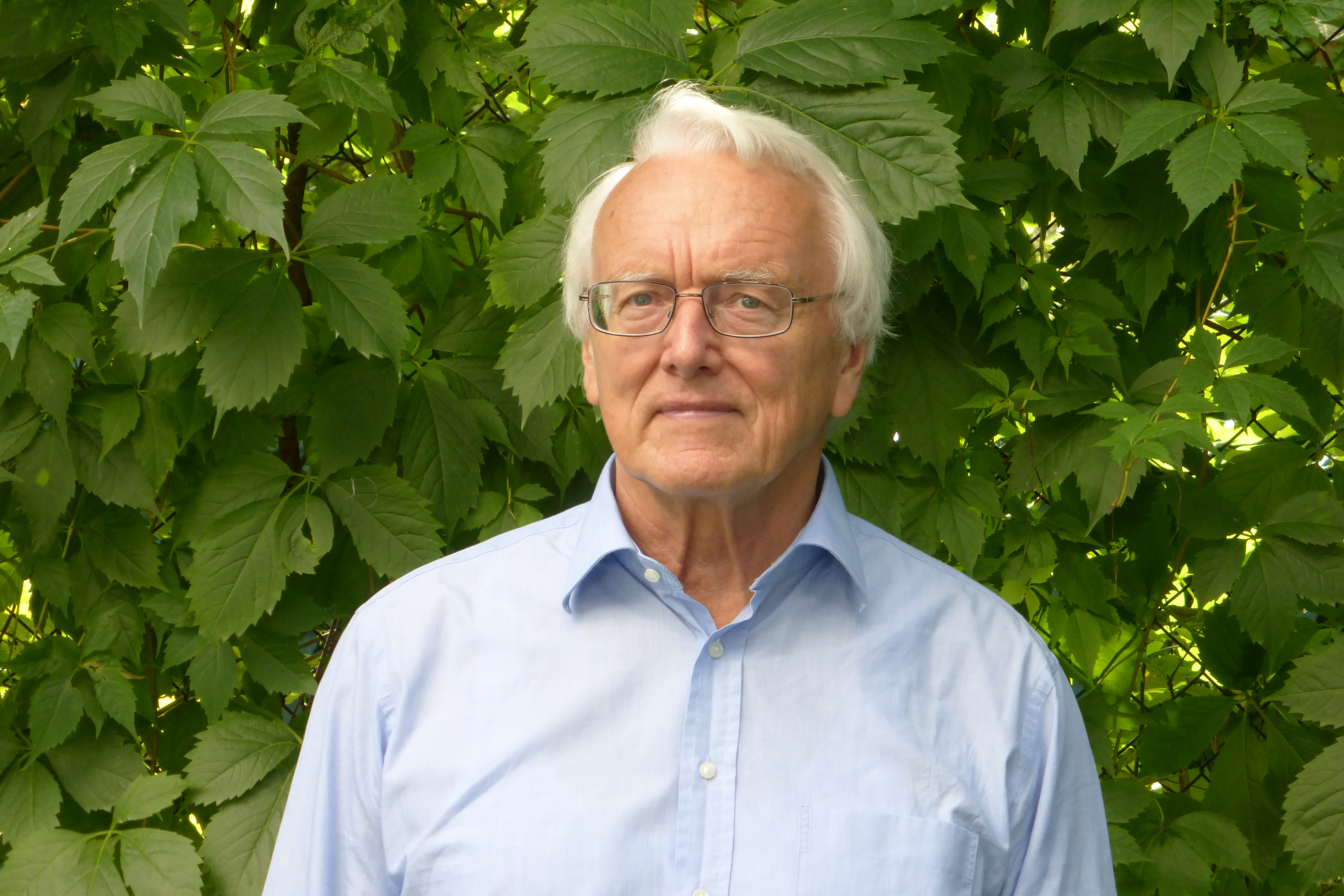
Michael Stolleis (1941–2021)

- Stollenmayer, Pankraz (1889–1980), österreichischer Benediktiner, Lehrer und Geschichtsforscher
- Stollenwerk, Christoph (1935–2024), deutscher Jurist, Verwaltungsbeamter und Politiker (CDU)
- Stollenwerk, Georg (1930–2014), deutscher Fußballspieler und -trainer
- Stollenwerk, Helena (1852–1900), deutsche Ordensgründerin, Mitbegründerin der Steyler Missionsschwestern
- Stollenwerk, Josef (1930–2016), deutscher Unternehmer und Karnevalist
- Stollenwerk, Matthias (* 1901), deutscher Radrennfahrer
- Stollenwerk, Wilhelm (1891–1952), deutscher Agrikulturchemiker
- Stollenwerk, Willy (1935–2022), deutscher Unternehmer
- Stoller, Alvin (1925–1992), US-amerikanischer Jazzschlagzeuger
- Stoller, Ezra (1915–2004), US-amerikanischer Architekturfotograf
- Stoller, Jakob (1873–1930), deutscher Geologe und Hochschullehrer
- Stoller, Melchior (* 1961), Schweizer Berufsoffizier
- Stoller, Mike (* 1933), US-amerikanischer Musikproduzent und Songwriter
- Stoller, Nadja (* 1974), Schweizer Jazzmusikerin (Gesang, verschiedene Instrumente, Komposition)
- Stoller, Nicholas (* 1976), britisch-US-amerikanischer Filmregisseur und Drehbuchautor
- Stoller, Robert (1925–1991), US-amerikanischer Psychiater und Psychoanalytiker
- Stoller, Sabine (* 1991), deutsche Fußballspielerin
- Stoller, Wilhelm (1884–1970), deutscher Diplomat, Gesandter und Generalkonsul
- Stollery, Christopher (* 1965), australischer Schauspieler, Synchronsprecher, Filmproduzent, Drehbuchautor und Filmeditor
- Stollery, Karl (* 1987), kanadischer Eishockeyspieler
- Stolletz, Andrea (* 1963), deutsche Handballtorhüterin
- Stollewerk, Nina (1825–1914), österreichische Komponistin, Pianistin, Sängerin und Dirigentin
- Stolley, Alexandra (* 1968), deutsche TV-Rechtsanwältin
- Stolley, Claus (1898–1965), deutscher Maler
- Stolley, Ernst (1869–1944), deutscher Paläontologe und Geologe
- Stolley, Lasse (* 2006), deutscher Softwareentwickler und Blogger
- Stollhans, Jürgen (* 1962), deutscher Künstler (Grafik und Installationskunst)
- Stollhof, Heinrich (1878–1956), deutscher Geistlicher
- Stollhof, Lukas (* 1980), deutscher Kirchenmusiker und Hochschullehrer
- Stollhofen, Martin Friedrich von (1691–1758), preußischer Generalmajor, Kommandeur des Infanterie-Regiments Nr. 2
- Stöllinger, Alois (1924–2015), österreichischer Politiker (SPÖ), Landtagsabgeordneter und Bürgermeister
- Stöllinger, Eduard (1948–2006), österreichischer Motorradrennfahrer
- Stollman, Aryeh Lev (* 1954), US-amerikanischer Autor und Neuroradiologe
- Stollmann, Jost (* 1955), deutscher Unternehmer
- Stöllner, Hermann (* 1985), österreichischer Politiker (FPÖ), Landtagsabgeordneter
- Stöllner, Thomas (* 1967), österreichischer Prähistoriker und Montanarchäologe
- Stollorz, Volker (* 1964), deutscher Wissenschaftsjournalist
- Stollreiter, Josef (1885–1975), deutscher Schriftsteller
- Stollreiter, Reinhard (* 1936), deutscher Chorleiter, Hochschullehrer, Präsident des Berliner Sängerbundes, Vizepräsident des Deutschen Chorverbandes
- Stollreither, Alfons (1881–1954), deutscher Kommunalpolitiker in Bad Tölz
- Stollreither, Eugen (1874–1956), deutscher Bibliothekar
- Stollreither, Konrad (1922–2009), deutscher Jurist
- Stollreither, Paul (1886–1973), deutscher Maler
- Stollsteimer, Hannes (* 1994), deutscher Fusion- und Jazzmusiker (Klavier, Keyboard, Komposition)
- Stollwerck, Franz (1815–1876), deutscher Schokoladenfabrikant
- Stollwerck, Heinrich (1843–1915), deutscher Unternehmer und Erfinder
- Stollwerck, Ludwig (1857–1922), deutscher Unternehmer und Förderer der FilmkunstLudwig Stollwerck (1857–1922)

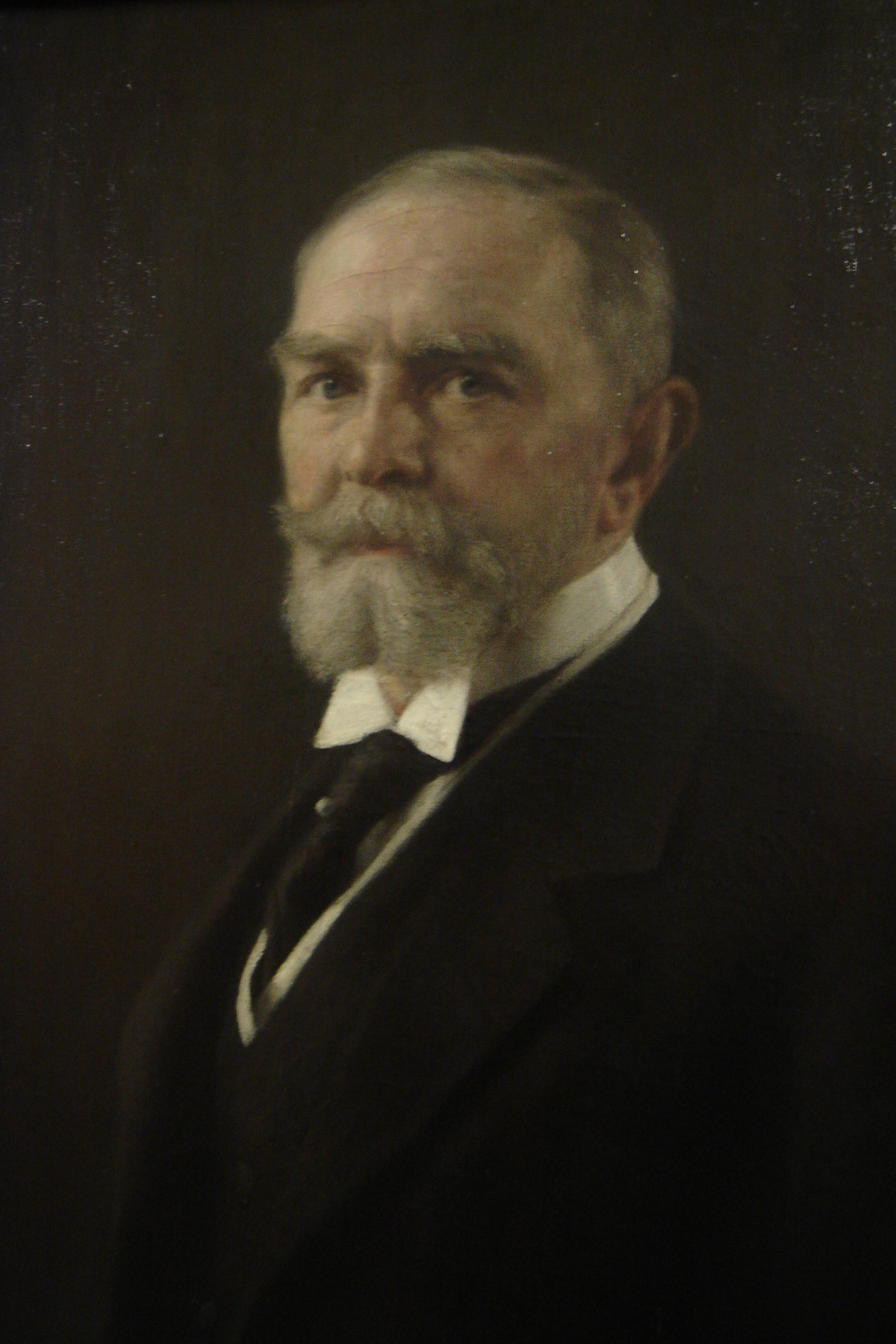
Ludwig Stollwerck (1857–1922)

- Stollwerck, Waltraud (* 1960), deutsche Behindertensportlerin
- Stollwerk, Michael (1962–2023), deutscher Theologe, Unternehmensberater und Publizist

### Stolm
- Stolmár, Rebeka (* 1997), ungarische Tennisspielerin

### Stolo
- Stoloff, Bob (* 1952), amerikanischer Jazzmusiker
- Stoloff, Morris (1898–1980), US-amerikanischer Dirigent und Filmkomponist
- Stoloff, Victor (1913–2009), russischstämmiger, US-amerikanischer Filmregisseur, Filmproduzent und Drehbuchautor
- Stolojan, Diane (* 1957), französische Schauspielerin
- Stolojan, Theodor (* 1943), rumänischer Politiker, MdEP
- Štolová, Markéta (* 2000), tschechische Hürdenläuferin
- Stolow, Henry (1901–1971), lettischer Briefmarkenhändler in Berlin, New York und München
- Stolowitzky, Michael (* 1936), polnisch-israelischer Touristikkaufmann und Überlebender des Holocaust
- Stołowski, Aleksander (* 1955), polnischer Skispringer

### Stolp
- Stolp, Günther, deutscher Radrennfahrer
- Stolp, Heinz (1921–2018), deutscher Mikrobiologe
- Stolp, Wolfgang (* 1946), deutscher Verwaltungsbeamter, ehemaliger Präsident des Bundesamts für Informationsmanagement und Informationstechnik der Bundeswehr
- Stolp-Seitz, Trude (1913–2004), deutsche Malerin
- Stolpe, Alojzy (1784–1824), polnischer Pianist, Musikpädagoge und Komponist
- Stolpe, Antoni der Ältere († 1821), polnischer Komponist, Pianist, Dirigent und Musikpädagoge
- Stolpe, Antoni der Jüngere (1851–1872), polnischer Komponist
- Stolpe, Erwin (* 1945), deutscher Unfallchirurg
- Stolpe, Harro (* 1945), deutscher Geologe
- Stolpe, Manfred (1936–2019), deutscher Politiker (SPD), MdLManfred Stolpe (1936–2019)

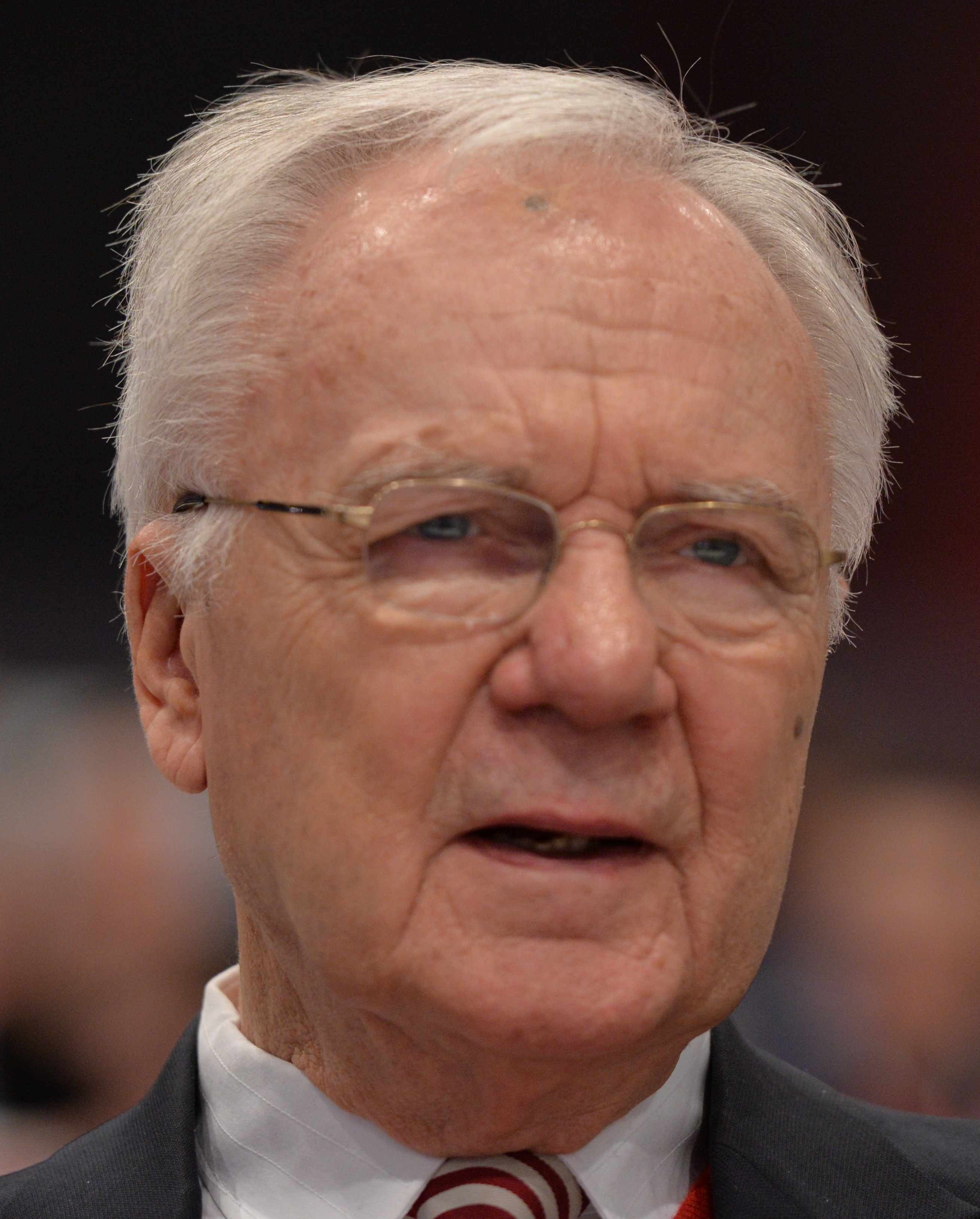
Manfred Stolpe (1936–2019)

- Stolpe, Sven (1905–1996), schwedischer Schriftsteller, Übersetzer, Journalist und Literaturkritiker
- Stolper, Alexander Borissowitsch (1907–1979), sowjetischer Filmregisseur und Drehbuchautor
- Stolper, Armin (1934–2020), deutscher Schriftsteller und Dramaturg
- Stolper, Edward M. (* 1952), US-amerikanischer Geologe, Petrologe und Planetologe
- Stolper, Ernst-Christoph (* 1960), deutscher Politiker Politik- und Umweltaktivist sowie ehemaliger (politischer) Beamter (Bündnis 90/Die Grünen)
- Stolper, Frank (* 1965), deutscher politischer Beamter
- Stolper, Gustav (1888–1947), deutsch-österreichischer Nationalökonom, Journalist und Politiker (DDP), MdR
- Stolper, Helmut (1928–2013), deutscher Radsportler (DDR)
- Stolper, Matthew W. (* 1944), US-amerikanischer Assyriologe
- Stolper, Paul (1865–1906), deutscher Chirurg und Rechtsmediziner
- Stolper, Toni (1890–1988), österreichisch-deutsche Wirtschaftswissenschaftlerin und Journalistin
- Stolper, Wolfgang F. (1912–2002), US-amerikanischer Ökonom

### Stolt
- Stolt, Birgit (1927–2020), schwedische Germanistin
- Stolt, Georg (1879–1934), deutscher Politiker (USPD; KPD)
- Stolt, Horst (1933–2024), deutscher Politiker (SPD), MdL Mecklenburg-Vorpommern
- Stolt, Malcolm (* 2000), schwedischer Fußballspieler
- Stolt, Peter (1926–2022), deutscher lutherischer Theologe und Kirchenhistoriker
- Stolt, Roine (* 1956), schwedischer Musiker und KomponistRoine Stolt (* 1956)

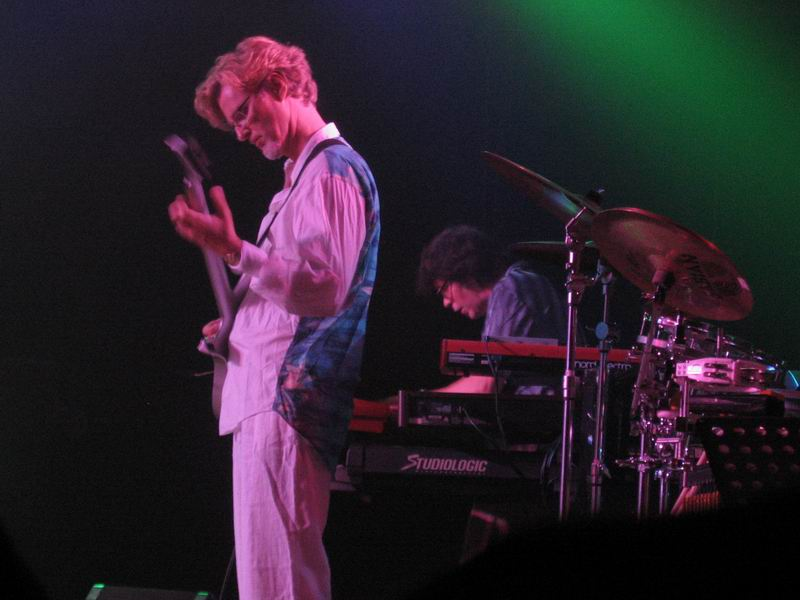
Roine Stolt (* 1956)

- Stolte, Adele (1932–2020), deutsche Oratorien- und Konzertsängerin (Sopran)
- Stolte, Aimee, US-amerikanisch-kanadische Schauspielerin
- Stolte, Anni (1915–1994), deutsche Schwimmerin
- Stolte, Bernardus Hendrikus (1912–1985), niederländischer Althistoriker und Altphilologe
- Stolte, Bernd-Dietrich (1954–2021), deutscher Bildhauer
- Stolte, Christian (* 1962), US-amerikanischer Schauspieler
- Stolte, Dieter (1934–2023), deutscher Journalist und ehemaliger ZDF-IntendantDieter Stolte (1934–2023)

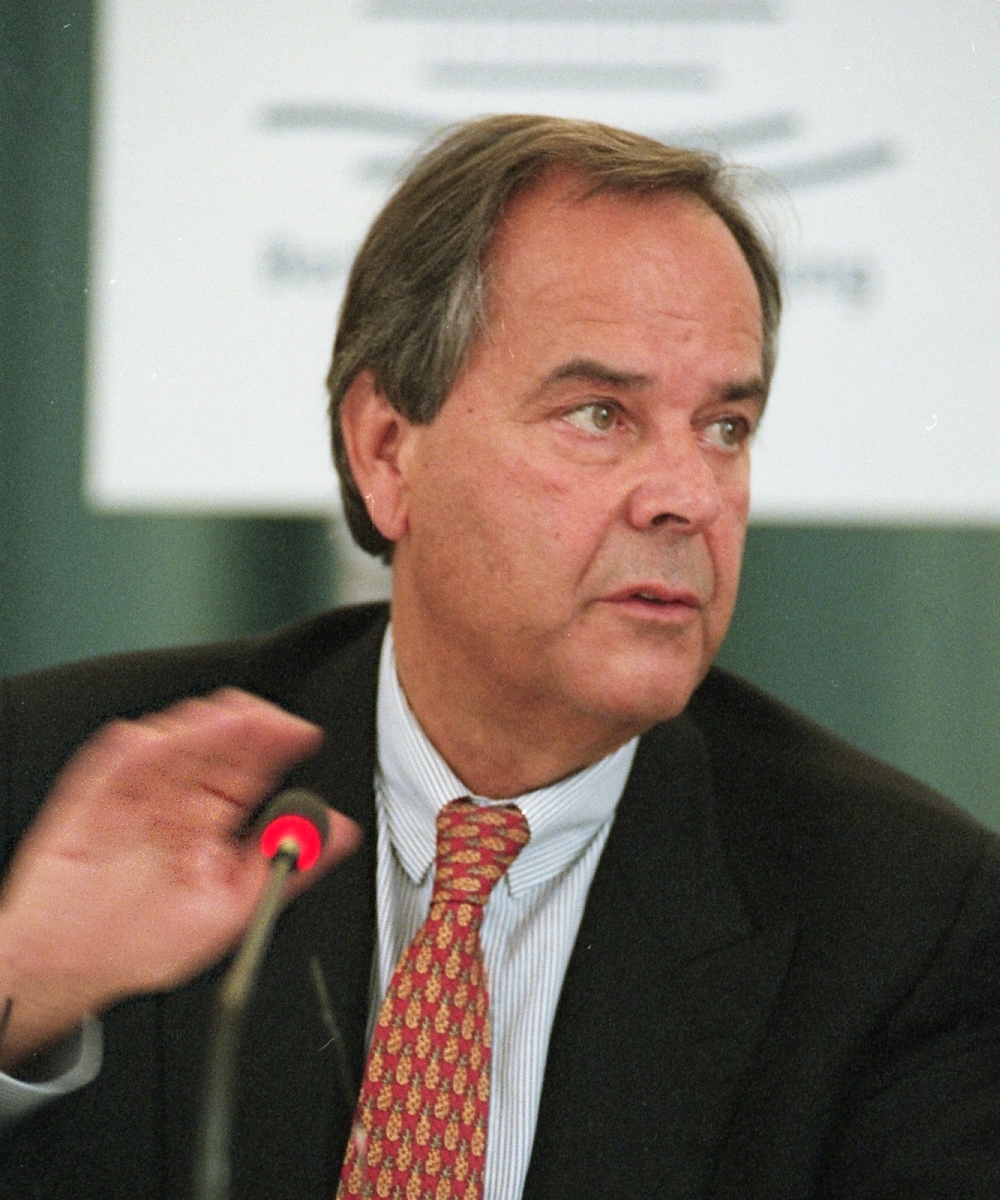
Dieter Stolte (1934–2023)

- Stolte, Dietrich Wilhelm (1770–1851), deutscher Generalmajor und Stadtkommandant von Emden und Aurich
- Stolte, Ernst-August, deutscher Rundfunkreporter
- Stolte, Ferdinand (1809–1874), deutscher Sänger, Schauspieler, Theaterdirektor und Schriftsteller
- Stolte, Fiete (* 1979), deutscher Künstler
- Stolte, Florian (* 1984), deutscher Koch
- Stolte, Friedrich (1889–1969), deutscher Politiker (DP, CDU), MdL
- Stolte, Günther (* 1927), deutscher Fußballspieler
- Stolte, Hans-Adam (1888–1975), deutscher Zoologe und Hochschullehrer
- Stolte, Heinz (1914–1992), deutscher Germanist und Hochschullehrer
- Stolte, Hermann (1865–1946), deutscher Mediziner und Hochschullehrer
- Stolte, Karl (1881–1951), deutscher Arzt und Diabetologe
- Stolte, Theodor (1815–1910), deutscher Mediziner, geheimer Sanitätsrat, Meister vom Stuhl der Loge Teutonia zur Weisheit in Potsdam
- Stoltefuß, Uwe (1955–2013), deutscher Jockey und Galoppsporttrainer
- Stolten, Detlef (* 1958), deutscher Metallurg
- Stölten, Hermann Otto (1847–1928), deutscher evangelischer Pfarrer
- Stolten, Inge (1921–1993), deutsche Schauspielerin, Schriftstellerin, Journalistin und Politikerin
- Stolten, Otto (1853–1928), deutscher Politiker (SPD), MdHB, MdR
- Stolten, Richard (1910–1945), deutscher SS-Führer in Konzentrationslagern
- Stoltenberg, Annemarie (* 1957), deutsche Autorin und Literaturkritikerin
- Stoltenberg, Camilla (* 1958), norwegische Epidemiologin
- Stoltenberg, Christian Ulrich (1707–1761), deutscher Jurist und Ratsherr der Hansestadt Lübeck
- Stoltenberg, Fritz (1855–1921), deutscher Landschafts- und Marinemaler
- Stoltenberg, Gerhard (1928–2001), deutscher Historiker und Politiker (CDU), MdL, MdB, Bundesminister, Ministerpräsident von Schleswig-HolsteinGerhard Stoltenberg (1928–2001)

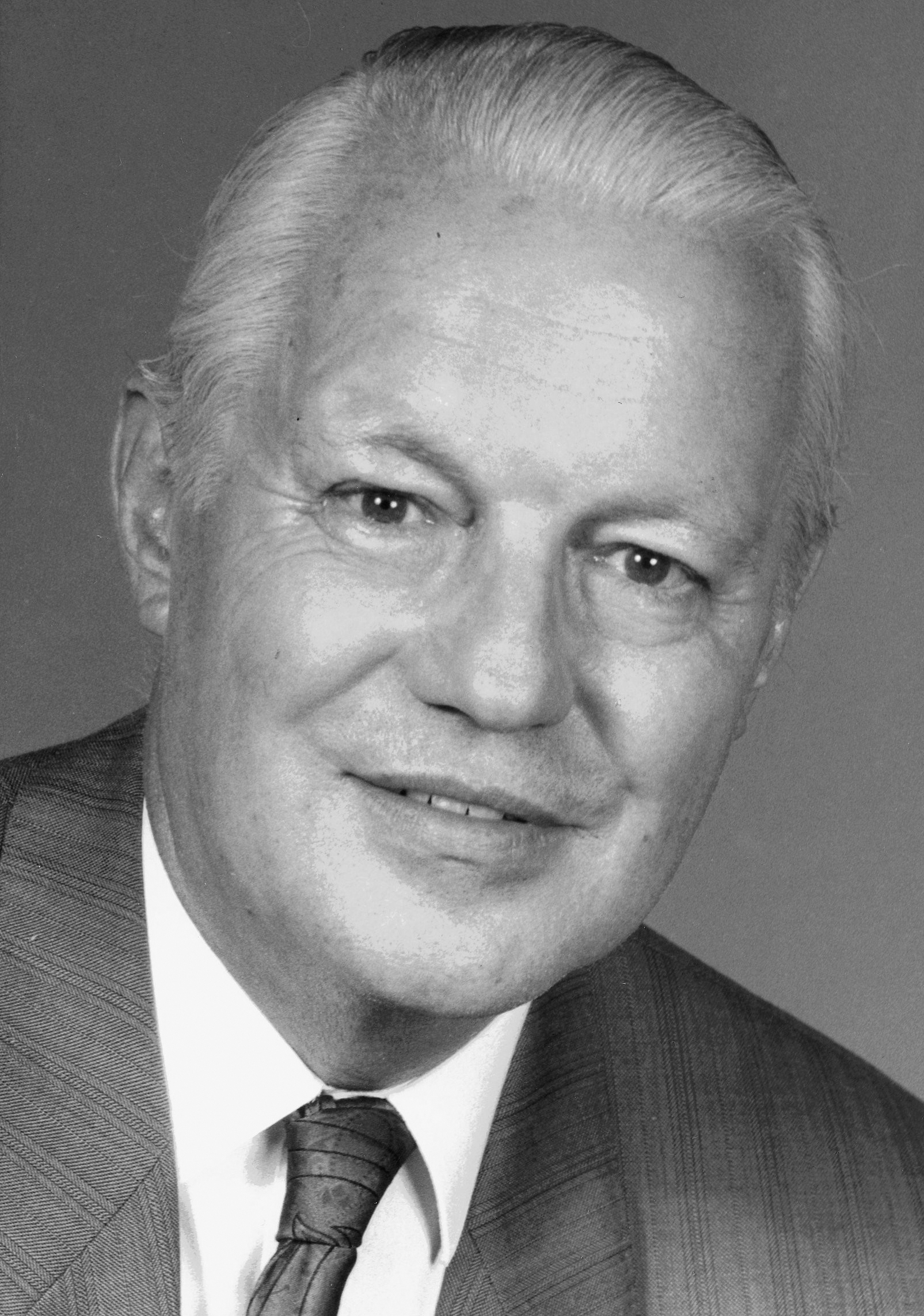
Gerhard Stoltenberg (1928–2001)

- Stoltenberg, Hans Lorenz (1888–1963), deutscher Soziologe
- Stoltenberg, Henrik (* 1996), deutscher Reality-TV-Darsteller
- Stoltenberg, Jason (* 1970), australischer Tennisspieler
- Stoltenberg, Jens (* 1959), norwegischer Politiker, Mitglied des Storting, NATO-GeneralsekretärJens Stoltenberg (* 1959)

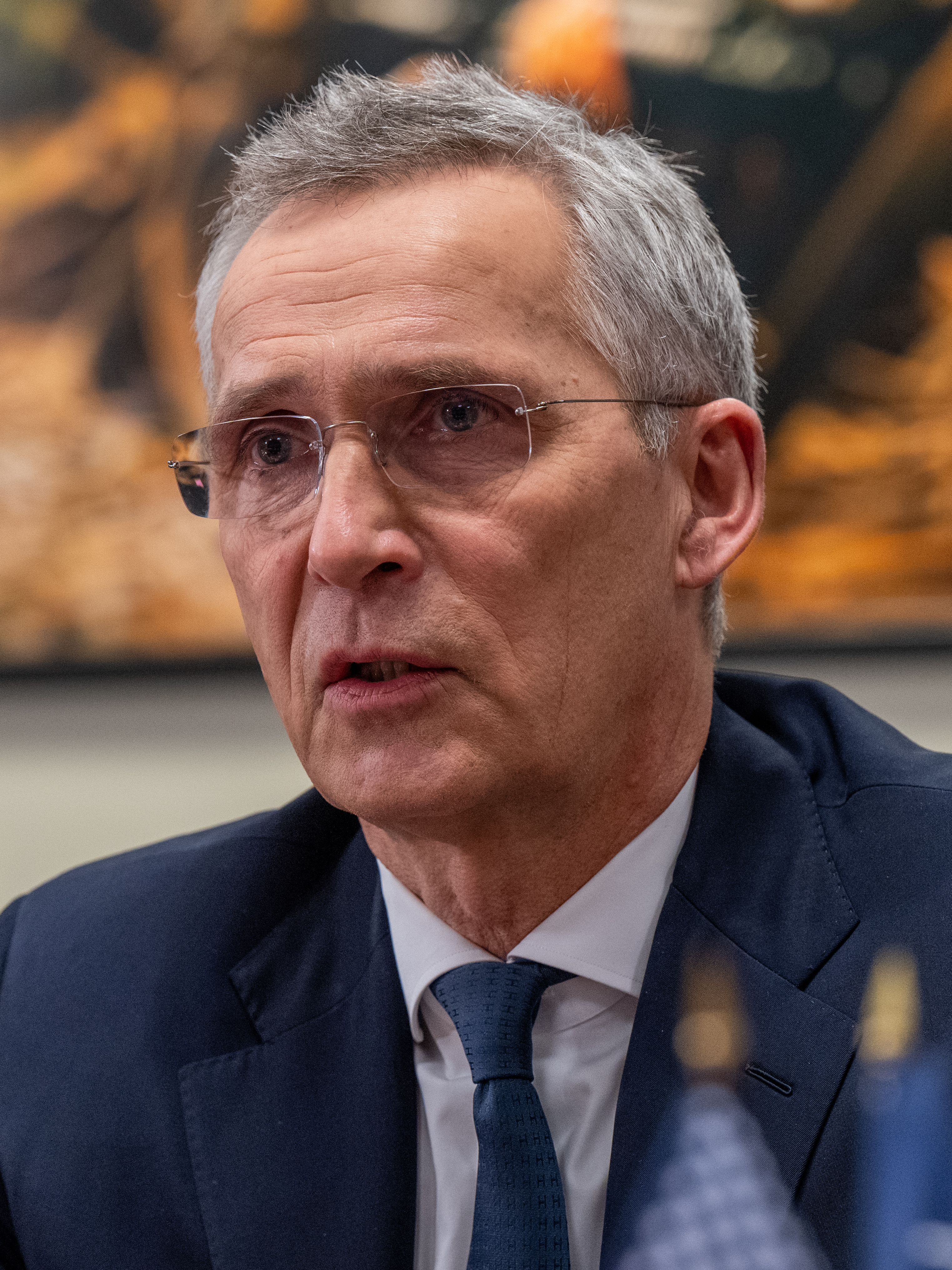
Jens Stoltenberg (* 1959)

- Stoltenberg, Karin (1931–2012), norwegische Genetikerin und sozialdemokratische Politikerin
- Stoltenberg, Klaus (* 1939), deutscher Jurist
- Stoltenberg, Ole Kristian (* 1977), norwegischer Biathlet
- Stoltenberg, Peter (* 1949), deutscher Politiker (Bündnis 90/Die Grünen)
- Stoltenberg, Robert (* 1965), norwegischer Komiker, Schauspieler und Fernsehproduzent
- Stoltenberg, Theodor (1850–1937), Propst
- Stoltenberg, Thorvald (1931–2018), norwegischer Jurist, Diplomat und Politiker der sozialdemokratischen Arbeiterpartei
- Stoltenberg, Ute (* 1948), deutsche Sozialwissenschaftlerin und Hochschullehrerin
- Stoltenborg, Femke (* 1991), niederländische Volleyballspielerin
- Stoltenhoff, Ernst (1879–1953), deutscher protestantischer Theologe
- Stolterfoht, Barbara (1940–2021), deutsche Politikerin (SPD), MdL
- Stolterfoht, Britta (* 1970), deutsche Linguistin, Psycholinguistin und Hochschullehrerin
- Stolterfoht, Carl (1807–1879), deutscher Gutsbesitzer und Lauenburgischer Landschaftsrat
- Stolterfoht, Diedrich (1754–1836), Lübecker Ratsherr
- Stolterfoht, Egon (1912–1986), deutscher Maler und Bildhauer
- Stolterfoht, Hermann Gustav (1879–1953), deutscher Kaufmann, britischer Vizekonsul und Abgeordneter der Lübecker Bürgerschaft
- Stolterfoht, Jacob (1600–1668), Lübecker Pastor und Theologe
- Stolterfoht, Joachim Nikolaus (1756–1823), Lübecker Kaufmann und Politiker
- Stolterfoht, Johann († 1548), Ratsherr der Hansestadt Lübeck
- Stolterfoht, Johann (1555–1622), deutscher evangelisch-lutherischer Geistlicher, Hauptpastor der Lübecker Marienkirche und Senior des Geistlichen Ministeriums
- Stolterfoht, Johann Jacob (1665–1718), deutscher Mediziner, Hochschullehrer an der Universität Greifswald und Stadtphysicus von Lübeck
- Stolterfoht, Ulf (* 1963), deutscher SchriftstellerUlf Stolterfoht (* 1963)

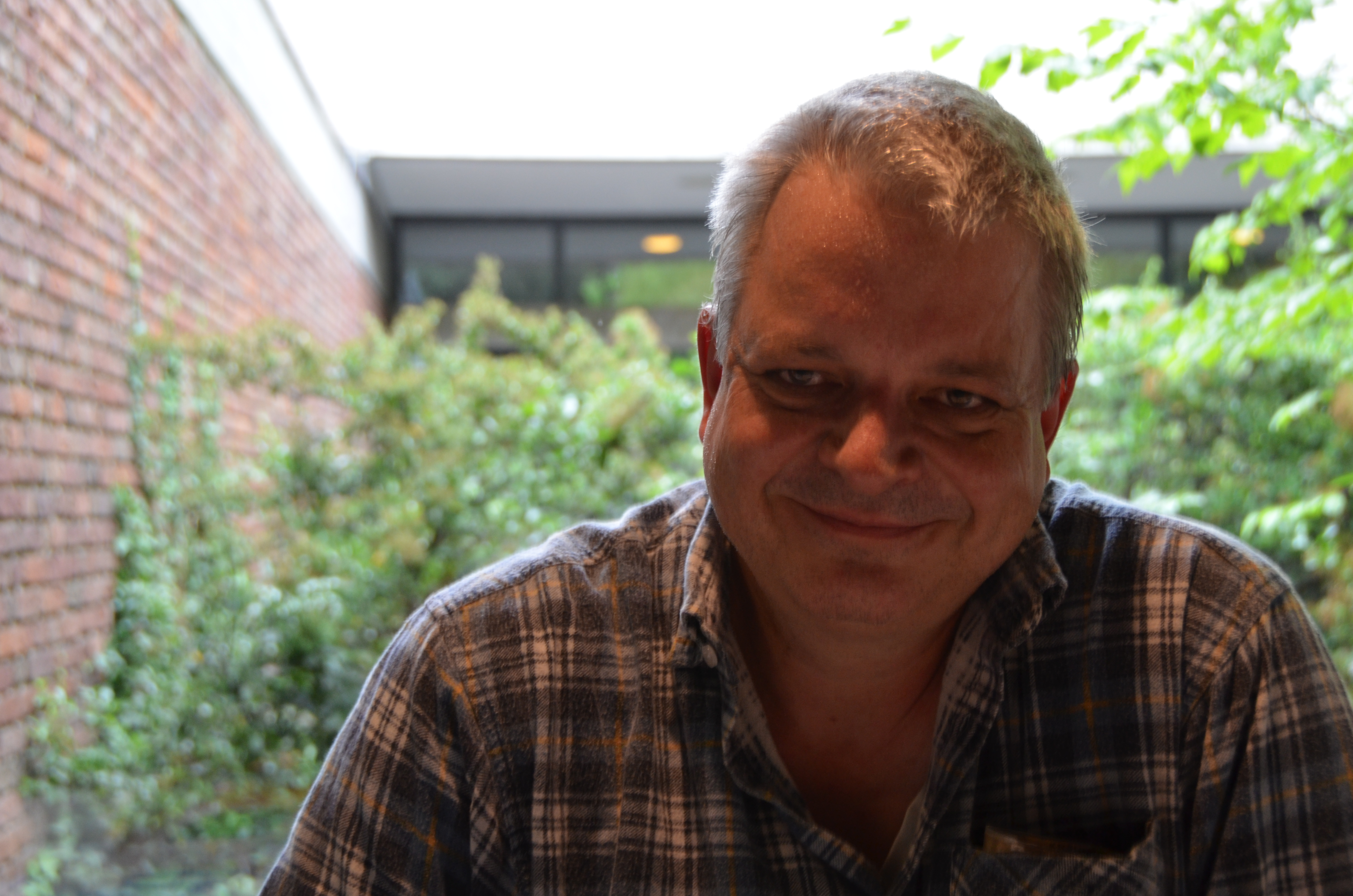
Ulf Stolterfoht (* 1963)

- Stolterfoth, Adelheid von (1800–1875), deutsche Dichterin der Rheinromantik
- Stolterfoth, Gottlieb Nicolaus (1761–1806), deutscher evangelisch-lutherischer Geistlicher
- Stolterfoth, Paul (1837–1894), deutscher Jurist, Senatspräsident des Reichsgerichts
- Stoltevoet, Arnold († 1419), Bischof von Reval
- Stölting, Erhard (* 1942), deutscher Soziologe
- Stölting, Georg (1836–1901), deutscher Theologe und Pädagoge
- Stölting, Gustav (1850–1934), deutscher Jurist, Geheimer Konsistorialrat, Ritterschaftsdeputierter und Mitglied im Hannoverschen Provinziallandtag
- Stölting, Hermann († 1883), Bürgermeister der Stadt Offenbach am Main
- Stoltman, Tom (* 1994), britischer Strongman-Wettkämpfer
- Stoltz, Alexander (1810–1897), preußischer Generalleutnant
- Stoltz, Conrad (* 1973), südafrikanischer Triathlet
- Stoltz, Deane (1929–2006), US-amerikanischer Unternehmer
- Stoltz, Dieter (* 1938), deutscher Politiker (SPD), MdL
- Stoltz, Eric (* 1961), US-amerikanischer Schauspieler und RegisseurEric Stoltz (* 1961)

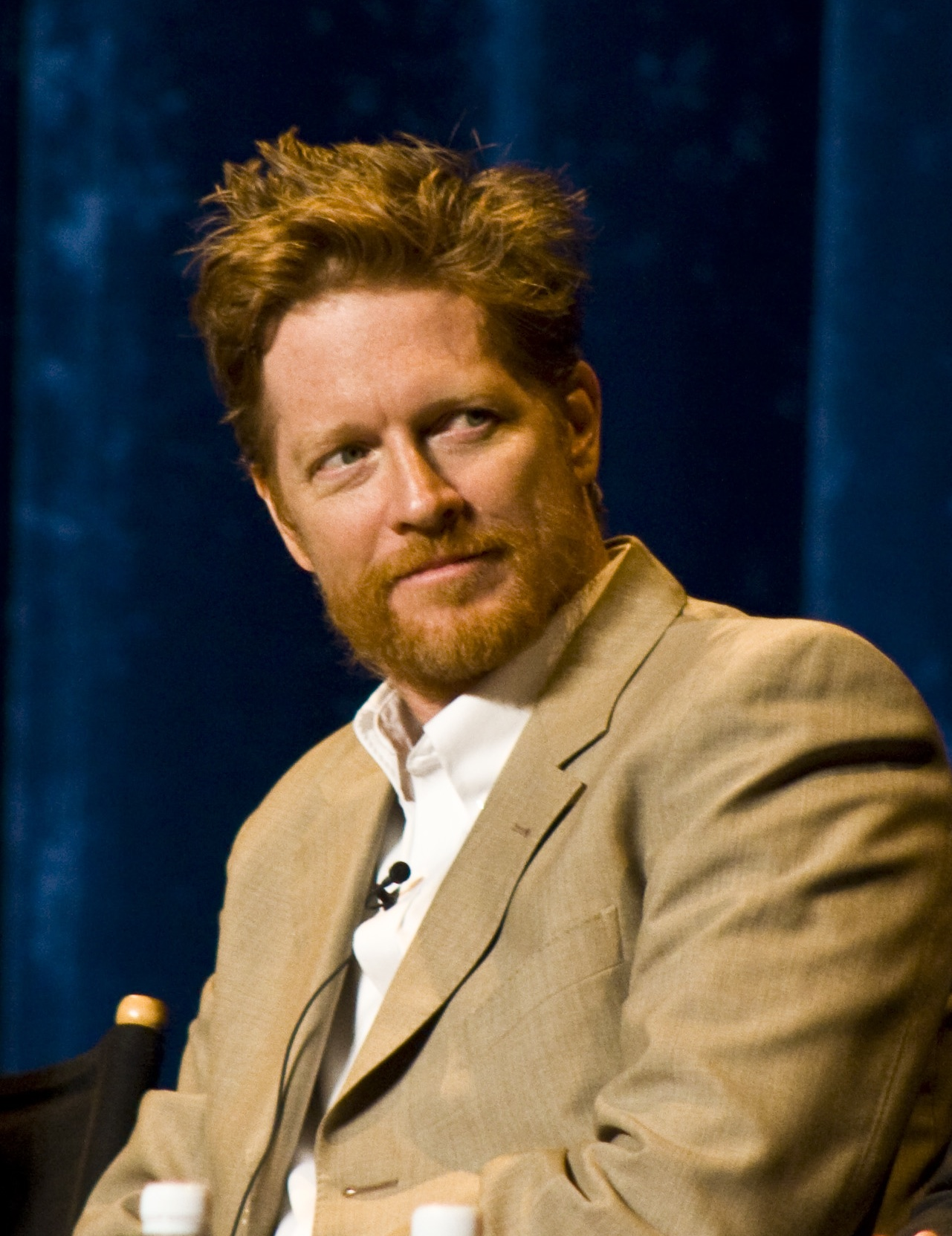
Eric Stoltz (* 1961)

- Stoltz, Georg Hermann (1845–1939), deutscher Unternehmer
- Stoltz, Gösta (1904–1963), schwedischer Schachspieler
- Stoltz, Johann († 1556), deutscher lutherischer Theologe, Philosoph und thüringischer Reformator
- Stoltz, Kristina (* 1975), dänische Schriftstellerin
- Stoltz, Rainer (* 1951), deutscher Bildhauer und Maler
- Stoltz, Roland (1931–2001), schwedischer Eishockeyspieler
- Stoltz, Roland (* 1954), schwedischer Eishockeyspieler und -trainer
- Stoltz, Rosine (1815–1903), französische Opernsängerin (Mezzosopran)
- Stoltz, Urban (* 1965), schwedischer Fußballspieler
- Stoltz, Volker (* 1939), deutscher Volkswirtschaftler, Unternehmer und Generalkonsul Swasilands in der Bundesrepublik Deutschland
- Stoltz, Walter (1927–2009), deutscher Leichtathlet
- Stoltz, Wilhelm Karl (1817–1886), preußischer Generalmajor und zuletzt Inspekteur der 4. Ingenieurinspektion
- Stoltze, Adolf (1842–1933), deutscher Journalist und Dichter
- Stoltze, Friedrich (1816–1891), Frankfurter Dichter, Schriftsteller und VerlegerFriedrich Stoltze (1816–1891)

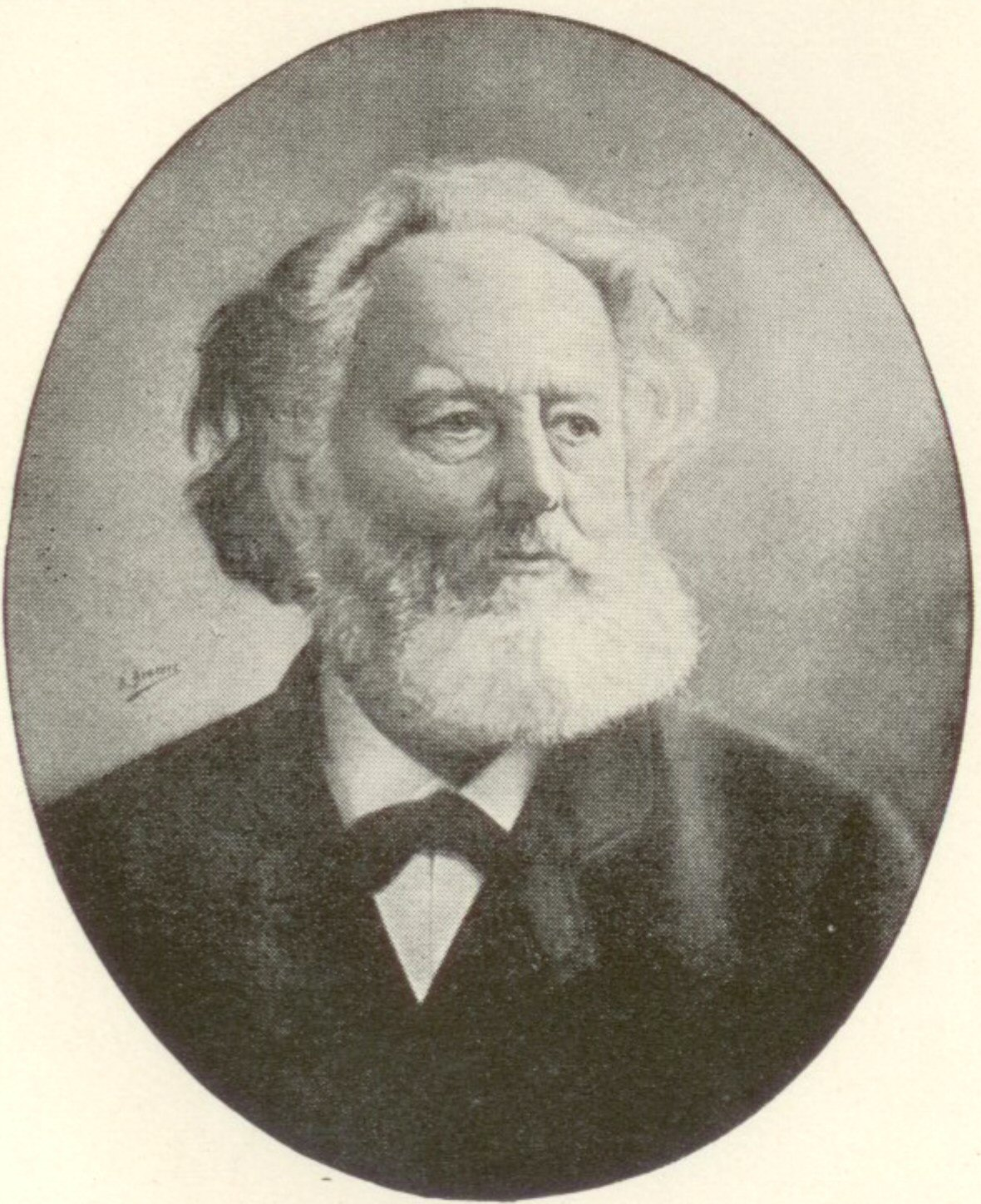
Friedrich Stoltze (1816–1891)

- Stoltze, Friedrich Philipp (1869–1964), deutscher Ingenieur und Mitglied des Provinziallandtages der Provinz Hessen-Nassau
- Stoltze, Georg (1931–2007), deutscher Radrennfahrer
- Stoltze, Georg Heinrich (1784–1826), deutscher Apotheker, Pharmazeut, Hochschullehrer, Autor und Herausgeber
- Stoltze, Johann Carl († 1746), preußischer Architekt und Baubeamter
- Stoltze, Johann Gottlob (1668–1746), deutscher Generalsuperintendent der Niederlausitz
- Stoltze, Ralf (* 1956), deutscher Politiker (SPD), MdL NRW
- Stoltze, Walter (1904–1969), deutscher Radballspieler
- Stöltzel, Samuel (1685–1737), Arkanist
- Stoltzenberg, Christoph (1690–1764), deutscher Komponist
- Stoltzenberg, Hugo (1883–1974), deutscher Chemiker
- Stoltzenberg, Marie Magdalene Charlotte von (1763–1838), Schauspielerin, Mätresse, Schlossherrin und Ahnherrin der Familien von Stoltzenberg und Lauer von Münchhofen
- Stoltzenberg, Peter (* 1932), deutscher Dramaturg, Regisseur und Intendant
- Stoltzenberg, Wilhelm von (1895–1955), deutscher liberaler Politiker (DDP/LDP) und Jurist, MdV, Präsident des Landesverwaltungsgerichts Thüringen
- Stoltzenberg-Spies, Stefanie (* 1964), deutsche Politikerin (CDU), MdHB
- Stoltzenburg, Joachim (1921–2011), deutscher Bibliothekar
- Stoltzer, Thomas († 1526), deutscher Komponist
- Stöltzlin, Bonifacius (1603–1677), deutscher lutherischer Theologe und Autor
- Stoltzman, Richard (* 1942), US-amerikanischer Klarinettist

### Stoly
- Stolypin, Pjotr Arkadjewitsch (1862–1911), russischer PolitikerPjotr Arkadjewitsch Stolypin (1862–1911)

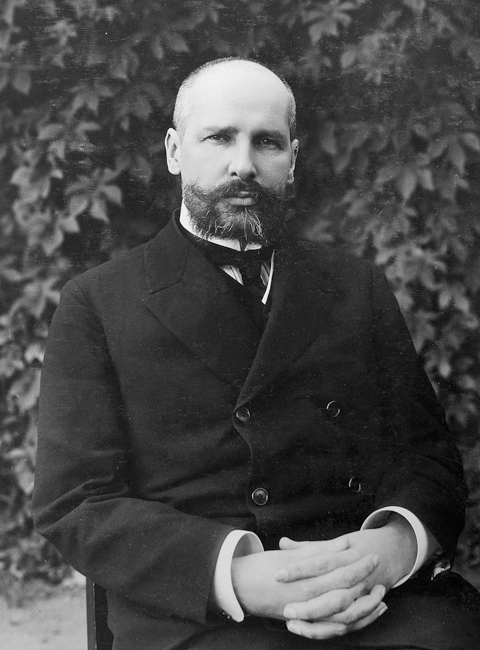
Pjotr Arkadjewitsch Stolypin (1862–1911)

### Stolz
- Stolz, Alban (1808–1883), deutscher katholischer Theologe, Volksschriftsteller und Erziehungswissenschaftler
- Stolz, Albert (1875–1947), Südtiroler Öl- und Freskenmaler
- Stolz, Alexander (* 1983), deutscher Fußballtorwart
- Stolz, André (* 1972), deutscher Politiker (CDU), MdL Hessen
- Stolz, Anna (* 1982), deutsche Politikerin (Freie Wähler), MdL
- Stolz, Anselm (1900–1942), deutscher römisch-katholischer Theologe
- Stolz, Artur (1932–2018), deutscher Basketballspieler
- Stolz, Bärbel (* 1977), deutsche SchauspielerinBärbel Stolz (* 1977)

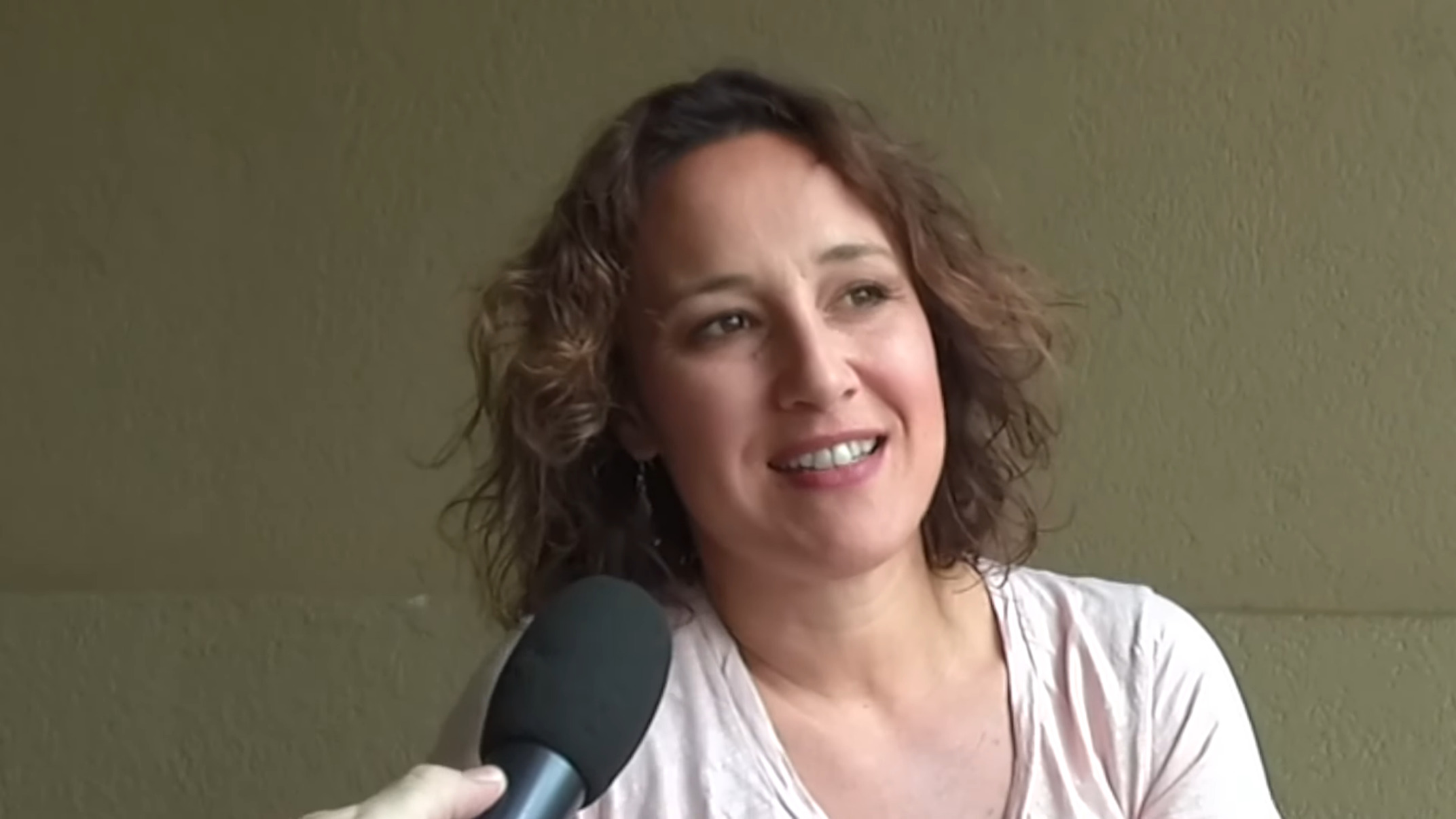
Bärbel Stolz (* 1977)

- Stolz, Benedikt (1895–1986), deutscher römisch-katholischer Theologe
- Stolz, Benjamin (* 1988), deutscher Synchronsprecher
- Stolz, Christian (* 1977), deutscher Geograph und Geomorphologe
- Stolz, Christoph (* 1980), deutscher Weitspringer
- Stolz, Claus (* 1963), deutscher Fotokünstler
- Stolz, Daniel (* 1968), Schweizer Politiker (FDP)
- Stolz, Diana (* 1976), deutsche Politikerin (CDU)
- Stolz, Dieter Helmut (1916–1999), deutscher Kulturreferent und Landeshistoriker
- Stolz, Dominik (* 1990), deutscher Fußballspieler
- Stolz, Einzi (1912–2004), österreichische Witwe von Robert Stolz
- Stolz, Erwin (* 1964), deutscher Neurologe
- Stolz, Eugen (1874–1936), deutscher katholischer Priester, Stadtpfarrer und Professor für Pastoraltheologie
- Stolz, Franz (* 2001), österreichischer Fußballspieler
- Stolz, Friederike (1913–1989), österreichische Bildhauerin und Keramikerin
- Stolz, Friedrich (1829–1897), deutscher Gewerke (Bergwerksbesitzer)
- Stolz, Friedrich (1850–1915), österreichischer Indogermanist
- Stolz, Friedrich (1860–1936), deutscher Chemiker
- Stolz, Fritz (1889–1956), deutscher Politiker (NSDAP), MdR
- Stolz, Fritz (1942–2001), Schweizer Theologe, Professor für allgemeine Religionsgeschichte und Religionswissenschaft
- Stolz, Gerhard (* 1946), deutscher Politiker (Grüne), MdL
- Stolz, Heide (1939–1985), deutsche Fotografin
- Stolz, Hilde von (1903–1973), österreichisch-deutsche Schauspielerin
- Stolz, Holger (* 1975), deutscher Schauspieler
- Stolz, Ida (1841–1903), österreichische Pianistin
- Stolz, Ignaz (1868–1953), Südtiroler Öl- und Freskenmaler
- Stolz, Jakob (1832–1919), österreichischer Dirigent und Musikpädagoge in Graz
- Stolz, Jo (1923–2014), deutscher Kunstmaler
- Stolz, Johannes (* 1984), deutscher Basketballspieler
- Stolz, Jonas (* 1995), deutscher Grasskiläufer
- Stolz, Jordan (* 2004), US-amerikanischer Eisschnellläufer
- Stolz, Josef (* 1954), österreichischer Dirigent, Cembalist und Komponist
- Stolz, Joseph (1811–1877), österreichischer Mediziner
- Stolz, Karl (1873–1967), österreichischer Unternehmer und Bürgermeister (ÖVP)
- Stolz, Karl (1913–2001), deutscher Landrat und Präsident des Württembergischen Sparkassen- und Giroverbandes
- Stolz, Karsten (1964–2025), deutscher Kugelstoßer
- Stolz, Leonard (* 1991), deutscher Fußballspieler
- Stolz, Leopold (1866–1957), österreichischer Komponist und Dirigent
- Stolz, Luca (* 1995), deutscher AutomobilrennfahrerLuca Stolz (* 1995)

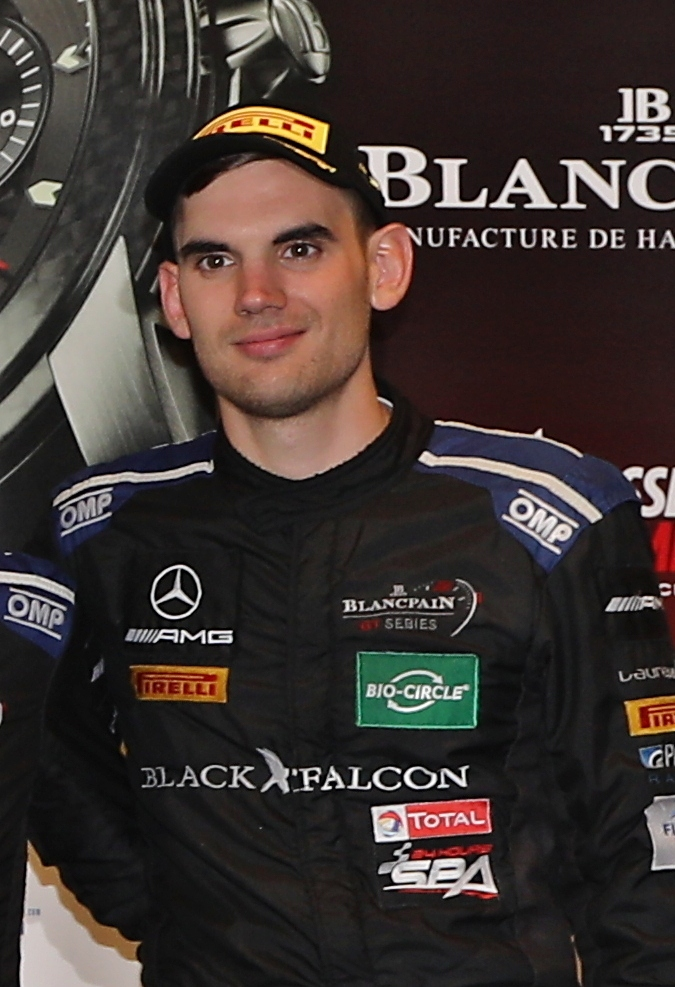
Luca Stolz (* 1995)

- Stolz, Michael (1820–1890), österreichischer Bildhauer
- Stolz, Michael (* 1960), schweizerisch-deutscher Germanist und Professor an der Universität Bern
- Stolz, Michael (* 1966), deutscher Fußballspieler
- Stolz, Monika (* 1951), deutsche Politikerin (CDU), MdL, Ministerin
- Stolz, Nikolaus (1865–1944), bayerischer Politiker (DDP)
- Stolz, Olaf (* 1965), deutscher Basketballtrainer
- Stolz, Oliver (* 1966), deutscher Politiker und Landrat
- Stolz, Otto (1842–1905), österreichischer Mathematiker
- Stolz, Otto (1881–1957), österreichischer Volkskundler und Historiker
- Stolz, Rainer (* 1966), deutscher Dichter und Schriftsteller
- Stolz, Robert (1880–1975), österreichischer Komponist und DirigentRobert Stolz (1880–1975)

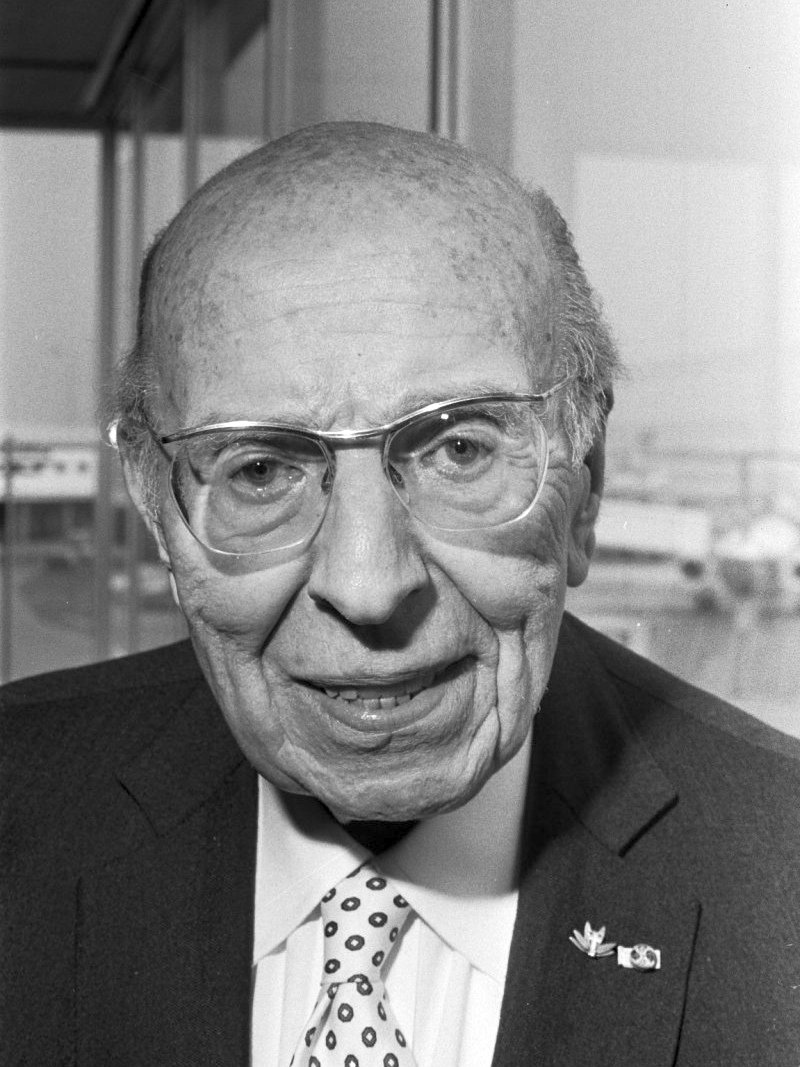
Robert Stolz (1880–1975)

- Stolz, Rolf (* 1949), deutscher Publizist, Schriftsteller und Fotograf
- Stolz, Rudolf (1874–1960), Südtiroler Maler
- Stolz, Ruth (1904–1981), deutsche Kommunistin und Editorin
- Stolz, Sandra (* 1982), deutsche Fußballschiedsrichterin
- Stolz, Sebastian (1876–1963), deutscher Kommunalpolitiker
- Stolz, Silvia (* 1980), deutsche Intendantin, Dramaturgin, Kulturwissenschaftlerin und Kulturmanagerin
- Stolz, Stephan (* 1954), deutscher Mathematiker
- Stolz, Sylvia (* 1963), deutsche RechtsanwältinSylvia Stolz (* 1963)

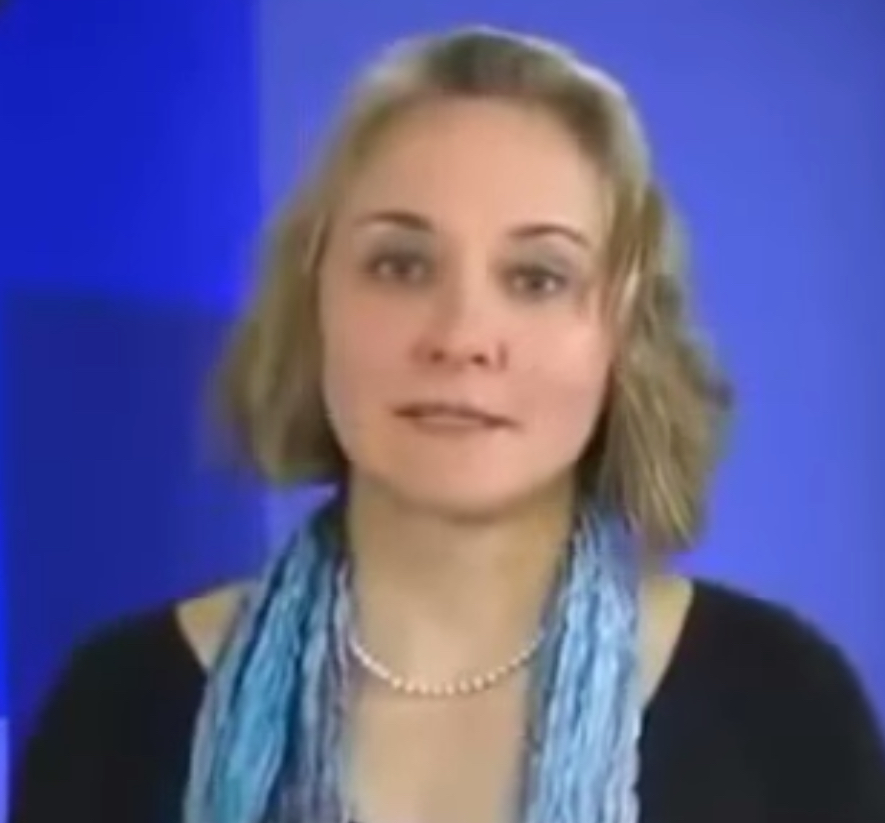
Sylvia Stolz (* 1963)

- Stolz, Teresa (1834–1902), tschechische Opernsängerin (Sopran)
- Stolz, Thomas (* 1957), deutscher Linguist und Sprachwissenschaftler
- Stolz, Thorsten (* 1979), deutscher Politiker (SPD)
- Stolz, Wilhelm (1860–1954), deutscher Industrieller
- Stolz, Wolfgang (1953–2022), deutscher Handballspieler
- Stolz, Xenia (* 1989), deutsche Leichtathletin
- Stolz-Hoke, Margarethe (1925–2018), österreichisch-italienische Malerin (Südtirol)
- Stolze, Alfred Otto (1889–1954), deutscher Archivar
- Stolze, Anna-Lena (* 2000), deutsche Fußballspielerin
- Stolze, Claudia, deutsch-britische Maskenbildnerin und Perückenmacherin
- Stolze, Cornelia (* 1966), deutsche Biologin und Wissenschaftsjournalistin
- Stolze, Dieter (* 1945), deutscher Fußballspieler
- Stolze, Diether (1929–1990), deutscher Journalist, Publizist und Medienmanager
- Stolze, Evelyn (* 1954), deutsche Schwimmerin
- Stolze, Franz (1836–1910), deutscher Erfinder, Photograph, Stenograph und Schriftsteller
- Stolze, Fritz (1910–1972), deutscher Wasserballspieler
- Stolze, Gerhard (1926–1979), deutscher Opernsänger (Charaktertenor)
- Stolze, Heinrich August Wilhelm (1798–1867), deutscher Stenograph
- Stolze, Heinrich Wilhelm (1801–1868), deutscher Organist und Chorleiter
- Stolze, Kai (* 1967), deutscher Handballspieler und -trainer
- Stolze, Kurt-Heinz (1926–1970), deutscher Komponist, Pianist, Cembalist und Dirigent
- Stolze, Lena (* 1956), österreichische Schauspielerin
- Stolze, Madeleine (* 1963), deutsche Synchronsprecherin und Schauspielerin
- Stolze, Michael (* 1944), deutscher Politiker (SPD), MdL
- Stolze, Paul (1874–1958), deutscher Jurist, Ministerialbeamter, Finanzminister und Politiker (DVP)
- Stolze, Pierre (* 1952), französischer Science-Fiction-Autor
- Stolze, Raymund (* 1945), deutscher Journalist und Autor
- Stolze, Rüdiger (1939–2015), deutscher Hörfunkjournalist und -moderator
- Stolze, Sebastian (* 1995), deutscher Fußballspieler
- Stolze, Stephan (1931–1984), deutscher Schriftsteller
- Stolze, Wilhelm (1876–1936), deutscher Historiker
- Stölzel, Adolf (1831–1919), deutscher Rechtswissenschaftler
- Stölzel, Artur (1868–1933), österreichischer Jurist und Politiker, Landtagsabgeordneter, Abgeordneter zum Nationalrat
- Stölzel, Carl (1826–1896), deutscher Chemiker
- Stölzel, Christian Ernst (1792–1837), deutscher Maler, Radierer und Kupferstecher
- Stölzel, Christian Friedrich (1751–1816), deutscher Kupferstecher und Bildniszeichner
- Stölzel, Florian (* 1994), deutscher Musiker, Sänger, Gitarrist, Zitherspieler und Fernsehmoderator
- Stölzel, Gottfried Heinrich (1690–1749), deutscher Komponist und Musiktheoretiker des Barock
- Stölzel, Hans-Heinrich (1920–1981), deutscher Drogist, Philatelist und Heimatforscher
- Stölzel, Heinrich (1777–1844), deutscher Musiker
- Stölzel, Karl (1921–1997), deutscher Gießereiwissenschaftler
- Stölzel, Ulrich (* 1955), deutscher Mediziner
- Stolzenbach, Frida (1901–1975), deutsche Politikerin (CDU), Mitglied der DDR-Länderkammer
- Stolzenbach, Lorenz (* 1934), deutscher Komponist und Organist
- Stolzenbach, Patty (* 1989), niederländische Badmintonspielerin
- Stolzenberg, Bernd (* 1943), deutscher Bauingenieur und Informatiker; Hochschullehrer
- Stolzenberg, Daniel Stolz von (* 1600), böhmischer Astrologe, Alchemist, Poet und Arzt
- Stolzenberg, Fritz (1879–1934), Bürgermeister, Mitglied des Provinziallandtages der Provinz Hessen-Nassau
- Stolzenberg, Gabriel (1937–2019), US-amerikanischer Mathematiker
- Stolzenberg, Ingeborg (1929–2018), deutsche Bibliothekarin
- Stolzenberg, Jürgen (* 1948), deutscher Philosoph und Hochschullehrer
- Stolzenberg, Marcus (* 1982), deutscher Fußballspieler
- Stolzenberg, Wilhelm von (1805–1871), deutscher Beamter und Geheimer Oberregierungsrat
- Stolzenberger, Veit, deutscher Oboist
- Stolzenburg, Birgit (* 1959), deutsche Musikerin (Hackbrett, Salterio)
- Stolzenburg, Eduard (1853–1924), preußischer Generalleutnant
- Stolzenburg, Egon Lothar (1898–1965), deutscher Autor und Lyriker
- Stolzenburg, Enrico (* 1973), deutscher Theaterregisseur
- Stolzenburg, Norbert (* 1952), deutscher Fußballspieler
- Stolzenburg, Silvia (* 1974), deutsche Schriftstellerin, Germanistin und Anglistin
- Stolzenburg, Tim (* 1969), deutscher Musiker
- Stölzer, Berthold (1881–1943), deutscher Bildhauer, Grafiker und Exlibriskünstler
- Stolzer-Segall, Judith (1904–1990), deutsche Architektin
- Stolzing-Czerny, Josef (1869–1942), österreichisch-deutscher Schriftsteller, Drehbuchautor, Kulturjournalist und Musikkritiker
- Stölzl, Christoph (1944–2023), deutscher Historiker, Museumsleiter und Politiker (CDU)
- Stölzl, Gunta (1897–1983), deutsch-schweizerische Weberin und Textildesignerin
- Stölzl, Michael (* 1987), deutscher Schauspieler und Moderator
- Stölzl, Philipp (* 1967), deutscher Werbespot- und Musikvideo-RegisseurPhilipp Stölzl (* 1967)

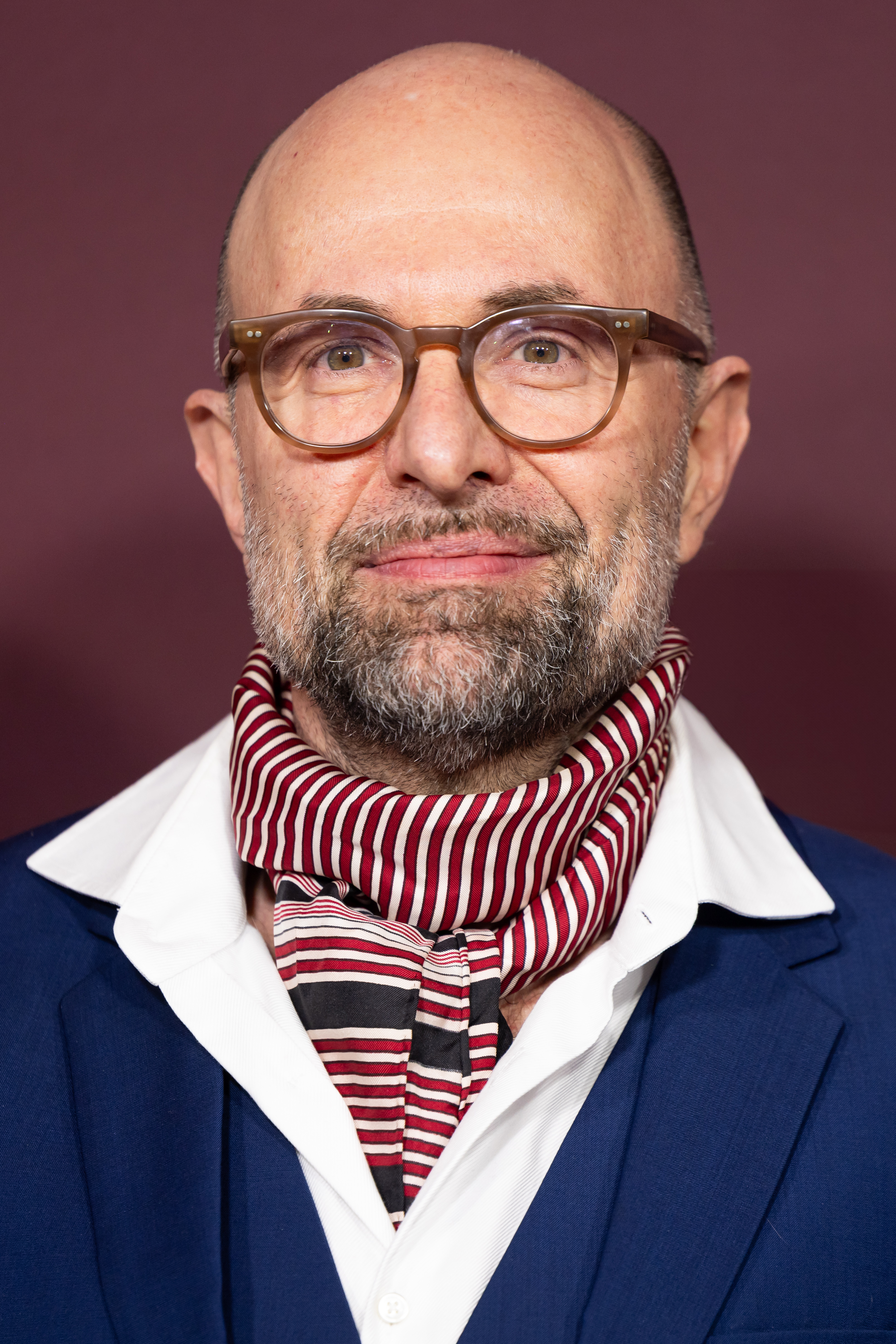
Philipp Stölzl (* 1967)

- Stölzle, Remigius (1856–1921), deutscher Philosoph
- Stölzle, Wolfgang (* 1962), deutscher Betriebswirtschafter
- Stolzlechner, Nils (* 1962), US-amerikanischer Skispringer
- Stolzmann, Claudius von (* 1981), deutscher Schauspieler
- Stolzmann, Paulus von (1863–1930), deutscher General der Infanterie der Reichswehr
- Stolzmann, Paulus von (1901–1989), deutscher Diplomat und Geschäftsführer des Goetheinstituts
- Stolzmann, Rudolf (1852–1930), deutscher Vertreter der sozialrechtlichen Richtung der Nationalökonomie